# 이런 영웅은 싫어
《이런 영웅은 싫어》는 작가 삼촌이 네이버 수요웹툰에 연재하던 한국 만화이다.
2011년 11월부터 〈네이버 웹툰〉에서 연재를 시작하여, 2017년 9월 완결되었다.
약칭은 이영싫로 불린다.

## 작품 개요
기본적으로는 초능력자, 혼혈, 영물, 악마 같은 초자연적 캐릭터들이 등장하는 판타지 히어로물이지만 작가 특유의 일상생활에서 흔히 보는 관점을 이용한 개그와 더불어 기본 히어로물의 상식을 비틀어 개그 코드로 승화시키는 등으로 인해 개그 판타지 히어로물이라는 독특한 분위기를 형성하고 있다.
그 외에도 캐릭터들의 표정이나 대사 및 배경에 타 만화를 패러디해 그려넣거나 스토리를 통해 현대 대한민국 사회의 암울한 현실을 풍자하기도 한다.

## 설명
기본적으로 간단명료한 작가의 그림체, 웃기면서도 씁쓸한 맛을 자아내는 스토리 라인 및 배경 설정, 작가의 오타쿠스러운 일면을 볼 수 있을 정도로 심심찮게 그려지는 타 작품 패러디, 그리고 일상생활에서 심히 공감을 불러일으키는 작가의 센스 등이 시너지를 이뤄 베스트 도전 당시에도 초기 연재임에도 불구하고 상당히 많은 지지층을 확보했다. 베스트 도전 연재 초반에는 정리 안 된 그림체 등이 눈에 띄지만 중반으로 넘어가면서 무서운 스피드로 그림 실력이 늘면서 베스트 도전 연재 후반에는 정식 웹툰 연재 그림체에 가깝게 진화되었다. 캐릭터 하나하나의 면이 입체적인 것도 특징, 기존 판타지 히어로물의 FM을 비틀고 소년만화 적인 성격보다는 좀 더 현실적인 정서에 맞는 성격을 부여해서 틀에 박힌 히어로물 캐릭터들과는 다르게 대한민국 독자들이 좀 더 쉽게 이해할 수 있는 독특한 캐릭터들을 창조해냈다.

## 설정

### 특기(特技)
작중에서 초능력을 지칭하는 말.
초능력을 별개 취급하지 않고 사람의 장점으로 봐주는 설정이기에 작중에서는 초능력을 특기라고 지칭하며, 초능력을 사용하는 사람들 역시 초능력자가 아닌 특기자(特技者)라고 지칭한다. 예:스푼의 나가, 스푼의 서장 다나, 포크의 유다 등
특기가 있는 사람들 중에서도 본인의 특기를 제어하지 못하는 사람은 특기자라고 부르지 아니한다.
예 : 가짜 나이프의 오수, 나이프의 백모래 등
또, 초능력자말고도 예,체능 및 기타 다른 전문 분야에서 두각을 나타내는 인재들 역시 특기자로 총칭한다.

#### 기(氣)
작중에서 특기자들의 신체에 흐르는 특기의 원동력이 되는 일종의 오라.: 본래 사람이라면 누구나 가지고 있으나 보통 사람들 경우 자신의 기를 알아채지 못하는 경우가 많으며, 자신이 사는 시대에 적절히 맞는 환경과 그 환경 속에서 특정 상황에 놓여 신체가 충격을 받아 기맥이 뚫리면 그 때부터 활성화되어 특기를 사용할 수 있게 된다.
기맥이 뚫리는 조건은 사람마다 천차만별이며 기맥이 뚫려 조건을 달성해 특기를 사용하는 것과 동시에 일정 상황이 되면 기가 차단되어 특기를 사용하지 못하게 되기도 한다.
초능력자에게 흐르는 기는 다른 초능력자들, 또는 그의 초능력에 닿았을 때 무의식적으로 인지할 수 있다. 그리하여 초능력 싸움 도중에, 초능력자들은 초능력으로 받은 공격을 무의식적에 방어하기도 한다.

#### 타입
- 특기자들은 기맥이 뚫린 조건에 따라 3가지 타입으로 나뉜다.

1. 선천적으로 타고난 경우 - 태어날 때부터 자신만의 특기를 지니고 태어났으며, 기맥이 뚫리는 조건이 '태어나기' 같은 간단한 조건일 가능성이 큰 한 마디로 축복받은 타입.
2. 후천적으로 우연히 발현한 경우 - 기맥이 뚫리는 조건이 아직 달성되지 않아, 특기를 사용하지 못하는 일반 상태에서 우연히 달성 조건을 클리어해 특기자로 전향한 타입.
3. 후천적으로 노력해 갈고닦은 경우 - 자신이 스스로 노력해 기맥이 뚫리는 조건을 달성해 계속적으로 단련한 타입.

- 특기자들은 능력 시전 방식에 따라 2가지 타입으로 나뉘는 것을 볼 수 있다.

1. 특기자 본인이 자유자재로 출력을 조절하며 능력의 발동도 자유자재인 경우 - 대표적으로 나가와 다나가 이 타입이며 이 타입에 속한 특기자들은 평소에는 보통 인간과 다를 바 없어 보이며 자기 의지로 평상시에는 특기를 쓰지 않고 있다가 원하는 상황에 맞춰 특기를 발동시킬 수 있다. 특기 조절 역시 마음대로 가능하다.
2. 특기 자체가 체질로 변해버려 상시로 발동하고 있는 경우 - 대표적으로 백모래와 오수, 언럭키가 이 타입이며 이 타입에 속한 특기자들은 특기가 체질로 변해버려 자신의 의지와는 상관없이 언제나 상시로 발동되어 신체에 접촉하는 것만으로 타인을 자기 특기에 노출시키게 하는 것이 가능하다.사실 이 경우는 특기자라고 칭하지 않는다.

### 영물(靈物)
동물이나 식물, 혹은 무생물들이 수많은 세월을 보내고, 신령스러운 힘으로 인간형으로 둔갑해 인간의 지능과 사고방식을 가지게 되는 신령스러운 생물, 옛적부터 인간이 되어 살고 싶다거나 인간들과 같이 어울려 살아가고 싶다는 강한 소망, 혹은 그 이외의 본인의 강한 염원을 지닌 동물들이 그 신념을 바탕으로 도력을 얻어 인간의 형상으로 변신해 인간과 혼인을 하곤 했었다. 과거엔 신령스러운 존재로 여겨져 숭배받거나 두려움의 대상이었던 적이 있었으나 현대 시대에 와서 인종차별의 새로운 종이 되었다. 1세대 영물들 경우, 인격체로 인정받지 못하고 짐승, 혹은 짐승 이하 취급을 받아 주민등록도 되지 않았다. 혼혈의 경우 취직도 제대로 하기 어려워 난항을 겪고 있다. 베스트도전에서는 혼혈을 성폭행한 남학생은 물론 그 모친도 아이를 싸고도는데, 이 장면에서 혼혈의 취급을 대략 짐작할 수 있다. 정식연재에 들어와선 다나와 로지가 펫숍 시찰에서 잡혀 있는 혼혈들을 발견한다.(펫숍 주지육림) 스푼같은 히어로 기관이나 연예기획사 및 백화점들은 인종차별 방지를 막기 위해 혼혈들을 스카우트하기도 한다. 영물들의 집안의 경우 자손들 중 몇 명이 혼혈이 되는 경우가 있으며 그 외의 자손들은 그냥 동물의 형상을 하고 태어난다. 또, 혼혈로 태어난 자손들도 동물과 인간의 비율이 랜덤으로 달라지기 때문에 어떤 이들은 전체적인 인간의 형상에 동물적인 신체 부위 및 특징 정도만 가지고 있고, 어떤 이들은 모습은 그냥 인간인데 신체능력이 동물에 가까운가 하면 또 어떤 이들은 그냥 말하는 동물 형상인 경우도 있다.
- 세대(世代)

1세대 - 순수 영물 세대, 동물, 식물, 무생물들이 도력을 얻어 인간으로 변한 케이스이며 인간을 유혹하는 게 주 목적이라서 꽃미남 꽃미녀가 많다. 겉모습으로 나이를 판별하기 어렵다. (2세대, 3세대도 마찬가지)
2세대 - 순수 영물과 인간이 혼인해 낳은 자녀들.
3세대 - 2세대와 인간이 혼인해서 낳은 자녀들.
- 종(種)

1. 동물들이 도력을 얻어 인간으로 변한 케이스 - 작중 영물 및 혼혈 자손들 중 가장 많은 비율을 차지하는 케이스, 실제로 작중에 등장하는 영물 및 혼혈들 중 동물이 변화한 영물들 자손들이 압도적으로 많은 편.
2. 식물들이 도력을 얻어 인간으로 변한 케이스 - 동물 영물화보다 살짝 빈도수 및 비율이 적은 케이스
3. 무생물들이 도력을 얻어 인간으로 변한 케이스 - 작중에서 가장 빈도수 및 비율이 적은 케이스, 혜나 역시 이런 경우는 왕왕 있다고 서술했었다.

### 마법(魔法)
인간을 초월한 어둠의 주민인 악마(惡魔)와 계약해 그 힘을 빌려 사용하는 힘. 주로 이 힘을 쓰는 마녀들이 등장하며 마녀들은 악마와 계약해 악마를 부려먹는다.

#### 악마(惡魔)
말 그대로 자신들의 세계인 마계(魔界)에서 살아가는 어둠의 주민들. 인간을 초월한 힘을 지니고 있으며 마왕 <솔로몬-혜나의 계약자>의 통치 아래 살고 있다. 천차만별의 힘을 지닌 악마가 있으며 각 악마들마다 고유한 힘을 지니고 있어 저주를 걸거나, 괴력을 쓰거나, 투시를 하는 등 여러 힘을 사용한다. 자신과 계약한 계약자들을 통해 인간계와 마계를 왕래할 수 있으나 계약자 없이 억지로 구멍을 뚫어 왕래도 가능한 듯. 작품 특유의 현실적 개그 센스로 인해 본래 악마라면 누구나 가지고 있어야 할 날개를 단지 누워 자기 불편하다는 이유만으로 영구 절단시켜버리는 등 상당히 웃긴 모습을 많이 보여준다. 애초에 통치자 자체가 약간 허당 끼가 있으니 밑에 있는 악마들 사정은 어떻게 돌아가는지 알고도 남을 상황. 하지만 악마 특유의 잔혹한 성품들은 남김없이 보여주기도 한다.

#### 계약(係約)
마녀와 악마가 계약을 하는 방법을 이르는 말, 베스트 도전 연재 당시엔 마녀가 악마를 불러 순결을 바치는 것으로 표현되었으나 웹툰 연재본에서는 마계에 있는 구청에 신고를 해서 계약을 하는 방식으로 바뀌었다. 악마는 계약 신고를 하고 구청 면담관과 면담을 할 때 인간계로 갈 시에 본래 힘을 제약한다는 계약과 함께 다른 여러 복잡한 절차를 밟아야 하는데 이 작업이 상당히 귀찮을 뿐만이 아니라 구청이 개장 및 폐장 시간의 갭이 너무 없어서 악마들이 시간이 나서 계약 좀 할라치면 구청이 문을 닫아 악마들의 불만이 천국 끝까지 찌를 정도였다. 이에 마왕 솔로몬은 모든 악마들의 전화번호와 같은 마법진을 외우기 귀찮아하는 자신의 계약자 혜나를 배려하는 차원에서 가장 간단한 마법진(원에 내접하는 육망성)으로도 소환에 응하겠다고 자원한 모든 악마들에게 전화로 계약할 수 있도록 했다.

## 배경

### 스푼(SPOON)
공식 히어로 기관.
경찰을 도와 범죄 방지 및 범죄자 체포를 돕거나 공공기관 서포트나 환경 미화 같은 일까지 다양하게 임무를 수행한다.(라고 표면상으론 되어있다) 서장인 다나를 필두로 다양한 특기자나 영물, 혼혈 등 대략 100여명에 달하는 많은 히어로들이 근무 중이며 원래 이름은 냅킨. 원래있던 포트라는 히어로 조직이 나이프와 마주치며 본래 활동을 못하게 되자 생겨났다. 그 후 나이프에 의해 포트가 괴멸하게 되며 냅킨이 유일하게 남은 히어로 기관이 되었다. 그러나 냅킨 역시 사원의 잘못으로 인해 많은 비판을 받고, 해체되는 척을 하며 당시 부서장이었던 다나가 서장이 되어 이름을 스푼으로 바꾸고 재등장하게 되었다
강력한 힘을 지닌 히어로들의 모임이긴 하지만 어디까지나 대중을 지키기 위한 공공 기관의 입장이기 때문에 범죄자를 체포하거나 할 때 정도 이상의 무력을 쓸 경우 대중들의 잣대에 오르는 불편한 진실도 있다.
고위 계층에서도 시민을 대표하는 히어로들이 버스를 두동강내고 범인의 오른팔이 자를 뻔 하거나 범인들을 거의 기동이 불가능하게 될 정도로 두들겨패는 모습을 보이면 안 좋은 영향을 불러일으킬 것을 우려해 듄 같은 메신저를 이용해 좀 더 진정할 것을 요구하나 애초에 스푼의 인원들이 범죄자 인권 같은 것에는 일절 관심없는 태도를 일관하고 있기 때문에 과잉진압은 스푼의 고질적인 문제다.
히어로들의 경우 특수 직업이 아닌 국가 유공자 즉, 공무원으로 대우되며 고등학생이 입시나 진로를 위해 히어로 기관에 들어오는 경우도 있다. 만화로 보면 그냥 정부 소속인 히어로 기관으로 밖에 보이지 않으나 현실적으로 접근해 이모저모 뜯어보면 상당히 스케일이 큰 기관이라는 것을 볼 수 있다. 서장인 다나는 정부 고위 계층과도 인맥이 닿아있는 모습과 함께 국가 기밀도 몇 개 다루는 능력자일 뿐더러 스푼이 맡는 일만 봐도 정부 관련 일 및 강력 범죄 해결에서부터 백화점 행사장 도우미 및 시골 봉사활동까지 취급하는 등 임무 스케일이 엄청나다. 하지만 임무 스케일에 비례해 엄청나게 적은 인력 때문에 언제나 인력난에 시달리고 있어 인원이 조금이라도 남지 않는다면 서장인 다나까지 예외없이 현장 투입을 하는 굉장히 빡빡한 스케줄을 소화한다. 인력 난의 결정적인 문제는 바로 조금이라도 잠재력을 보인다면 심지어 그 잠재력 대상이 평범한 고등학생이라도 예외없이 스카우트한다는 것. 실제로 인력이 부족해 나가의 경우에는 들어오자마자 그 날에 바로 임무를 수행하기도 했다.

### 나이프(KNIFE)
스푼과 대립하는 소규모 범죄 집단.
스푼의 존재 의의인 조직이기도 하며 스푼이 세워진 이유가 나이프를 괴멸시키기 위해서이다. 비공식 범죄 집단이기 때문에 매스컴이나 기타 언론에 이름조차 알려지지 않았으며 시민들 역시 나이프의 존재 자체를 모른다. 만약 신고시도를 하면 나이프가 보복살해를 할 것이므로 스푼에서도 괜히 수배령등을 내리지 않는다.
주 멤버인 백모래, 메두사, 오르카는 아예 사회에서는 사망처리되어있기 때문에 스푼에서도 위치추적이나 신원조회조차 불가능하다. 하지만 이로 인해 본인들도 불편함을 겪고 있어서 이 불편함은 부하(칸나)를 시켜 해소하는 모습을 보이기도 한다.
보스인 백모래와 그 부하인 메두사, 오르카를 중심으로 10명 내외의 중심 세력이 있으며 그 밑의 부하들은 자주 바뀌고 있다.
8년 전 백모래에 의해 결성되었으며 지난 6년 간 스푼과 치열하게 대립하며 수많은 히어로들을 살육했다. 그러다 2년 전 갑자기 자취를 감추었으며 그 동안 쥐죽은 듯 활동을 안하고 잠적하고 있었으나 최근 한 생체 연구소 화재 사건을 계기로 다시 수면 위에 오르면서 활동을 재개한다. 악의 조직이지만 쾌락형 범죄가 아닌 목적이 분명한 범죄를 저지르고 있으며, 이는 다시 보면 이들의 목적에 방해가 된다면 제 아무리 선량한 일반인이라도 얄짤 없이 제거 대상에 오르게 된다는 뜻으로 처리된다. 나이프의 가장 무서운 점은 지금까지 작중에서 보여준 무차별적인 묻지마 테러의 목적 및 결성 의의가 상당히 어이없을 정도로 심플하다는 점인데 바로 보스인 백모래의 연애사업을 이루려는 목적으로 설립되었다는 것. 고작 사랑 하나 이루려고 그 잔학무도한 행위를 서슴없이 진행했다는 점에서 보면 가공할 만한 범죄 조직이라는 것을 볼 수 있다. 아지트는 위치 추적을 우려해 매일 바뀌고 있으며 만약 아지트로 정한 장소에 거주자가 있을 경우 그 거주자를 죽이고 그 자리를 차지하는 잔인한 방식을 즐겨 사용한다.
백모래의 최대관심사는 스푼의 여사원인 고양이혼혈 '랩터'이다. 현재 스푼의 히어로이자 같은 출장조인 헤이즈와 연애중이고, 랩터는 과거에 백모래가 랩터의 친구들과 자신과 동생 스텔은 돈을 내고 데려와준 두목까지 몰살시켜 랩터는 백모래를 끔찍하게 증오한다. "그거"라고 칭한 적도 있을뿐더러 그가 보낸 선물이나 편지 등을 무자비하게 파괴했다.
또 '뇌수나 빨아먹히고 죽어'등 비속어를 사용하기도 했다.
나이프의 결말은 '죽음'이다.
3명 제외 백모래•레이디•메두사•오르카 등 비극을 맞이했다.(칸나는 작가의 후기를 통해 근황이 확인되었으며,나이프간의 대화중 잠깐 등장한 청실홍실 자매는 아직 농촌에서 살고 있는 것으로 추정된다.)

### 가짜 나이프(F·KNIFE)
나이프가 사라진 2년 전, 나이프가 해체된 것이라 짐작한 정계층 인사들이 스푼에게 나이프를 추적하는 일을 그만하고 이제 해체하라는 명을 내리기 직전, 오수가 일호, 이호와 나타나 결성한 조직.
나이프가 사라져 존재 의의가 사라진 스푼을 도와 겉으로 악당 행세를 하며 속으로는 스푼을 후원하는 역할을 하며 오수의 집안이 워낙 대부호이자 명문가인지라 정계층 인사들 역시 아무런 태클을 걸지 못한다.
게다가 스푼의 서장이 오수를 좋아하는지라 오수를 건드리지 못한다.
그런 이유도 있지만 오수는 인간마약인지라 건드릴 사람은 없다.
현재 나이프와 연관이 많이 되어있는 것으로 스토리 전개에 박차를 가하고 있는 주요 인물들로 떠오르고 있다.

### 고위간부층(S·MANAGER)
현재까지 알려진 고위 간부층 으로는 영정과 고트,시라노등이 있으며 이들은 스푼이 하는일을 못마땅해 하는 것 같기도 하다.
최근 영정이 백모래에 의해 죽은 후, 고트라는 새로운 간부가 등장했다.
언럭키의 특기로인해 간부의 반이상이 사망하였다.

### 포트(PORT)
스푼이 활동하기 전부터 활동한 히어로 단체.
```
현재 스푼 메신저인 듄이 소속되었었 으며 스푼과 함께 나이프와 싸웠으나 나이프에 의해 멤버 중 듄을 제외한 전원이 사망하고 조직은 자연스레 해체되었다.
```

듄, 클로드, 이모티콘남 등이 포트 소속이다.
단순히 '포트'에서 냄비를 의미하는 'Pot'로 착각할 수 있으나, 작중의 설명을 보아하니 작화가 물을 끓이는 포트(port)로 설명된다.

### 포크(FORK)
세계적인 혼혈, 영물 아이돌들의 회사이다.
인재를 콕 집어낸다 라는 뜻으로 포크 엔터테이먼트이다.
사장인 유다와 그의 비서로 일하고 있는 은비단이 포크에 소속되어 있다.
포크의 소속인들 중 이름이 공개된 아이돌 중에는 세크룬과 세크룬의 매니저, 루리 등이 있다.
베스트 도전 때 출현했던 사사의 동생 사라와 사마귀인간인 맨티스도 소속되어있다.
포크는 스푼을 도와 나이프를 잡으려한 내용도 있을 만큼 스푼의 서장과 포크의 사장은 절친이라고 알려져있다.

## 등장인물

### 스푼
나가작품의 주인공
그냥 어딜가나 있을 것 같은 안경 캐릭터, 회색의 머리에 교복을 입은 평범한 스타일
평범해보이지만 사실 엄청 강력하고 비범한 특기를 지닌 천재 특기자, 본래 평범하게 대학을 가거나 취직을 하는 평범한 진로를 택하려 했으나 자신의 특기를 보고 기를 쓰며 스카우팅하는 스푼에게 시달리다가 결국 봉사시간 3000시간과 특별 전형에 매당해 입사해 히어로가 되었다.
판타지물 주인공답지 않게 현실적이고 일반적인 남고생 성격, 스푼 입사 거절 이유도 보람만 차고 진로엔 하등 도움도 안된다고 판단했기 때문이며 일상 생활에서 초능력을 알차게 써먹기도 했고, 판타지물 만화에서 벌어지는 다양한 상황 패턴이나 스토리 전개에 현실적으로 태클을 걸기도 한다.
눈치가 없어서 때때로 날리는 아저씨 개그들과 더불어 다나의 살기를 특기로 판단하고 자기 혼자 좋아하는 면모는 보는 사람들조차 어이없어하는 결과를 낳기도 한다.
문제는 자기 목숨이 위험한 상황임에도 불구하고 이 눈치없음이 적용해 상황을 더 나쁘게 만들어버리기도 한다는 점.
 정신이 산만해 집중력이 떨어지는 면모도 보여준다.
그 외에도 야설을 보는 순간 진지하게 몰입을 하는 자연스러운 남고생의 모습을 보이기도 한다.
마마보이 기질이 있어 엄마에 대한 의존성이 강하고 엄마 말에 꼼짝 못하는 점도 보이나 그만큼 엄마를 사랑하기도 한다.

선량하고 개념 찬 모습을 작중에서 많이 보이며 상당히 투철한 정의감에 대인배 기질도 갖추고 있다.
화재 현장에서 자기 목숨이 위험한 상황에서도 타인에게 냉큼 산소마스크를 씌워주거나 백모래가 저지른 악행에 분노하면서 백모래에겐 얄짤 없이 출력을 올려 염력을 쓰는 등 상당한 희생 정신 및 정의감을 엿볼 수 있다.
강력한 특기를 지니고 있음에도 거만하지 않고 선배나 윗어른들에겐 깍듯하고 예의바르게 행동하고 기본적으로 남이 다치는 것을 굉장히 싫어한다.
그렇기에 강한 힘을 가졌어도 남의 수에 말리거나 부상을 당하는 횟수가 많다. 작중에서 영물 혼혈들은 차별받는 대우를 받는데 나가는 혼혈에 대한 차별도 별로 없으며 동성애에도 거부감을 별로 느끼지 않는다고 한다.
원래 강력한 특기를 가진 특기자일수록 야심만만하거나 호전적인 타입이 많은데 나가 같은 경우는 어릴때 엄마의 교육 (능력을 써서 사람에게 맞으면 정말 큰일난다는 식으로 연기하며 교육)덕분인지 특이하게 야망도 없고 그냥 먹고 살 정도의 직장을 바라는 소시민적인 삶을 바라는 등 가지고 있는 특기에 비해 인격 자체가 굉장히 평범하다. 상식적인 면도 있어서 처세술에 신경을 쓰거나 직장 상사에게 자기가 어떤 이미지로 보일 지 신경쓰며 첫인상을 다지려고 하는 등의 모습을 보인다.
그리고 백모래와 싸우고 난 후 소매치기범 등을 잡으면서 분풀이를 하지만 백모래와 싸울 수 있는 몇명의 인재 중 하나일 것이다.
(빡칠 때 정말로 잘생겼다.특히 눈을 조금 뜰 때)
자기도 모르게 스푼 3대 사기캐로 선정되었다.
- 프로필
  - 나이: 18세
  - 키: 175 cm
  - 혈액형: O형
  - 생일: 7월 7일
  - 능력치[14]: 성적 - 중 / 마마보이 - 중상 / 운 - 상 / 체력 - 하 / 염력 - 측정불가/텔레포트-최상 / 투시 - 최상
- 특기
  - 명칭: ESP / PK
  - 타입: 선천적으로 타고난 경우 / 특기자 본인이 자유자재로 출력을 조절하며 능력의 발동도 자유자재인 경우
  - 설명: 여러 초능력들을 포괄적으로 무제한으로 사용하는 강력한 힘, 듄의 말을 빌리자면 국내에선 제일 뛰어난 특기자, 작가도 나가를 서술할 때 태어날 때부터 사기캐, 인간병기, 천재 초능력자라는 표현을 사용하기도 했다. 심지어 아모르는 지구상에서 당할 사람이 없다는 말도 했을정도. 보통 사람들이 떠올리는 초능력의 힘들을 죄다 갖추고 있는 엄청난 특기자이다. 강력한 특기자의 경우엔 그 특기가 가진 힘에 걸린 제약이 강한 편이나 그런 것 하나 없이 무제한으로 특기를 사용가능[15] 하며 기맥이 뚫리는 조건이 <태어나기> 같은 당연할 것일 가능성이 크다고 귀능이 작중에서 서술했다. 백모래는 나가의 특기를 보고 악마가 내려준 재능이라는 후한 평가를 내렸으며 나가가 아주 작정을 하고 나가면 세계정복도 불가능하지 않다고 말할 정도면 강력함을 넘어서 치트키 수준이라는 것을 알 수 있다. 하지만 정작 나가는 이 능력들을 안 자는척, 텔레포트로 통학, 염력으로 빽빽이 쓰기 등으로 활용하고 있다.
    1. 염력 - 작중 설정의 경우 염력을 사용하는 특기자들은 나가 이외에도 있으나 나가처럼 포괄적으로 쓰는 게 아닌 염력 하나만 사용하는 경우가 대부분이며 보통 염동력자들의 염력은 경차 하나 들어올리는 것에서 끝난다고 한다. 그러나 나가의 염력은 이 기준들을 가뿐히 넘는 것은 말할 것도 없고 압도적으로 상회하는 위력을 보인다. 일단 베스트 도전 연재 시절 작중에서 나왔던 다른 특기자들은 구부리기 힘겨워하는 스푼의 특기 측정용 숟가락을 가볍게 구부린 것, 컨테이너는 손가락 놀리는 걸로 날려버리며 40톤 가까이 육박하는 선박을 가볍게 공중부양시키고 흔들어버리거나 붕괴하는 아파트도 가볍게 정지시키는 등 파워가 강력함을 알 수 있다. 최대 출력으로 조절하면 핵병기까지도 조종할 수 있다고 한다. 게다가 바다도 그냥 갈라버릴 수 있다고 한다.어렸을 때부터 그냥 수족처럼 써 왔기 때문에 파워 뿐만이 아니라 테크닉 또한 출중한 편이며 컨트롤 또한 자유자재이다.

염력을 응용해서 비행도 가능하다. 작중에서 영물 혼혈들 중 종족이 새 인간인 캐릭터와 날개를 지니고 있는 악마들과 함께 비행 캐릭터 중 한 명에 포함된다. 단, 감정의 영향을 많이 받는지라 이성을 유지할 수 없을 정도로 분노를 하게 되면 그야말로 다나조차 한 수 접고 들어갈 정도로 폭주하게 된다. 폭주 상태에서는 주변 기물이란 기물은 전부 파괴하는 것은 양반이고 건물과 함께 그 일대 지역 자체를 쥐고 흔들어 지진까지 일으켜버리는 무시무시함을 선보인다. 헤이즈가 말하길 염력은 생각이 현실에 작용하는 힘이니만큼 나가 본인이 의식이 중요하다고 한다.
- -     1. 텔레포트 - 공간을 순간적으로 이동하는 초능력, 연쇄 사용도 가능하고 신체에 접촉한 대상과는 동반 텔레포트도 가능하다.

가본 적이 없는 장소로도 잘만 가는 듯 하나 아예 위치를 모르면 갈 수가 없으며 지도 등을 이용해 방향이나 위치를 대충 짐작은 해야 한다. 몇 백m 정도의 거리는 단박에 이동이 가능하며 작중에선 집과 학교를 이동할 땐 단박에 이동가능하다. 동반 텔레포트의 경우에는 정식 연재 시 오수네 집에 발생한 화재를 진압하기 위해 강물을 동반 이동해와 끼얹은 것과 추석 때 귀향길 교통체증으로 미쳐가는 사사의 차를 사사를 포함해 동반 연쇄 텔레포트시켜 원 거리의 10분의 1로 시간을 단축시키는 쾌거를 이뤄내 사사로부터 "나가 님"이라는 찬사를 듣기도 했다. 동반 텔레포트의 응용 방식으로 신체 접촉을 한 대상만 따로 이동시키는 것도 가능해 가루약을 물에 타 먹는 데 유용하게 사용하곤 하며 염력으로 들어올리거나 움직임을 봉쇄한 대상도 동반 텔레포트가 가능하다.
- -     1. 투시 - 투시 능력 덕에 평소에 눈을 감는 듯 하고 다녀도 아무렇지도 않고, 눈이 가려진 상태에서도 투시로 주변 상황을 확인할 수 있기 때문에 텔레포트를 안심하고 사용할 수 있다. 안경도 도수가 없고 본 시력도 나쁘진 않으나 투시를 쓰면 시력이 더 좋아진다고 한다. 단, 세세한 컨트롤은 힘든 듯 하다. 그리고 투시가 가능한데 야동과 야설을 보는 이유는 단순히 옷 속이 아닌 사람 신체의 내부(근육, 장기 등)을 보기 때문이라고.
    2. 독심술 - 작중에서 사용한 적은 없으나 베스트 도전 연재 시절 스푼에서 나눠준 특기 설문조사에서 나가가 독심술 관련 사항에 체크를 하고는 조금 된다라는 글을 적은 것으로 봐서는 사용은 가능한데 많이 사용하지는 않은 듯 하다.

  - 약점: 엄청나게 강력한 특기를 가진 특기자이나 약점을 치자면 거의 경이로운 수준의 눈치제로를 포함해 약함을 넘어 저질을 상회하는 체력도 있다.

또한 썰렁한 개그를 매우 웃기다고 생각해 그걸 말함으로써 분위기를 급속 냉각시킨적도 많다.
체력장 결과가 턱걸이 1개에 윗몸 일으키기 10개라는 경이로움을 넘은 기록을 소유한 것을 보면 너무 초능력을 일상생활에만 편하게 써먹은 지라 기초체력이 기본도 안 되어있는 듯 하다. 눈치 없고 덜렁거리고 집중력이 산만한데다가 초능력을 거의 수족처럼 써왔기 때문에 만약 초능력이 무효화라도 되는 날엔 갑작스런 패턴변화를 받아들이지 못하고 속수무책으로 당하게 된다.
또 너무 온건하고 바른 성격도 문제가 되는 게 자기가 위험한 상황임에도 불구하고 염력의 출력을 잘못 올렸다가 신체가 손상되는 것을 두려워해 적에게 염력의 출력을 못 올린다는 것도 있다.
다나스푼의 서장
날카로운 눈매에 세로동공, 강인해보이는 붉은 눈동자로 인상 더럽다는 평을 듣는다. 성격도 포악하다.
쿨하고 시크하며, 보이시한 외모를 한 미녀. 작가님은 다나의 외형이 여자같은 남자처럼 보인다고 밝혔다.
꾸미는 것을 극도로 싫어하며 원래는 분홍색 머리카락이었지만 고등학교를 졸업하고 스푼에 입사한 뒤 '강철 솜사탕'이라는 별명이 싫어서 검은색으로 염색을 했다. 전투시 머리카락에 피가 묻는다는 이유로 긴 머리도 짧게 커트. 스푼 여성 사원들과 놀러나갈 때도 옷이나 액세서리를 살 땐 언제나 토 나올 것 같은 표정을 짓는다.상당히 빈약한 패션 센스를 보유 중이며 언제나 꽃무늬 원색 와이셔츠 위에 검은 정장을 고수한다. 나가가 이걸 보고 처음에 조폭 같다고 했으나 내 복장에 불만 있냐고 일갈하는 걸 보면 센스와는 별개로 본인 취향인 듯 하다. 하지만 의외로 본인의 패션취향이 이상하다는 것을 자각하고 있다. (서장이 되기 전에는 꽃무늬 셔츠를 입지 않은 것으로 추정하여, 전 서장의 전통이라는 추측도 있다.)단행본 10권 후기에서 언급된 바로는 날티나는 건달 복장을 좋아한다고. 꽃무늬 셔츠는 개인적으로 수집하는 것이라고 밝혀졌다.(귀능이는 귀여운 것들을 수집한다) 또한 꽃모양 등의 선글라스도 수집을 해서 집에 몇개씩이나 있다고 한다. 본인 입으로는 컬렉션이라고.
고등학교 때 당시 냅킨이란 이름으로 활동하던 스푼에 스카우트되었으며 처음엔 거절했으나 부서장을 시켜준다는 당시 서장의 요구에 단박에 콜하는 다소 어이없는 상황을 연출했다. 이후 냅킨이 나이프와 연관된 사건으로 인해 강제 해체당하게 되고 서장이 은퇴당함과 동시에 부서장에서 서장으로 승진을 했다. 제 3자 입장에서 보면 낙하산 인사인 것 같으나 워낙 실력이 출중하고 과잉진압만 안하면 임무 능률도 탑클래스이기 때문에 낙하산 입사 건에 대해선 아무도 태클을 걸지 않는 듯 하다.
성격은 작중에서 서술한 바로는 광견(狂犬) 이 한 마디로 단박에 서술되는 성격이다. 발화점이 상당히 낮은 초 다혈질이며 한 번 눈이 뒤집혔다 싶으면 주변 기물 파손은 기본에 부하 직원에게 관절기술을 거는 것은 물론이요 집히는 물건은 죄다 집어던지는 포악을 넘어선 터미네이터의 모습을 보인다. 길을 지나가다가 동네 건달들과 시비붙는 일은 이젠 호흡 레벨에 도달했다는 혜나의 증언으로 보아도 상당히 포악한 성격. 어머니와 친동생 혜나까지 한성깔 하는 것으로 보아 그 성격은 유전인 듯 하다. 평소에는 조금 거칠 뿐 냉정해 보이나 한번 욱하면 아무도 못말리는 작중 손꼽히는 다혈질. 그러나 의외로 꽤나 상식적인 성격. 화를 참아야 하는 자리에서는 참을 줄도 알고 잘못은 바로바로 인정하는 모습을 보인다. 물론 인내심에 한계가 오는 게 언제가 될 지 몰라서 비서 귀능은 매번 노심초사한다.
성격은 포악하지만 냉정하고 침착한 면도 분명 갖추고 있으며 전체적인 상황 판단 및 심리 파악, 인력 관리에도 뛰어난 능력을 보인다. 서장이라는 직책 때문인지 특히 상황 판단과 심리 파악에 유달리 뛰어나며 대표적인 예로 나가의 소시민지향적인 면을 단박에 파악하고 봉사 시간과 특별 전형으로 매수하는 것과 나이프가 일으킨 화재에 나가를 일부러 투입시킴으로써 나이프가 저지르는 테러로 인해 당하는 사람들의 고통을 직접적으로 느끼게 해 나이프에 대한 적대감을 키워 나가가 나이프에 회유당하지 않도록 예방접종을 시킨 것 등이 있다. 그러나 서장이라는 직위를 이용해 가끔 얍삽한 면모를 보이기도 한다. 정의의 히어로 기관 서장이 스크린 경마장(가끔 경마잡지를 읽기도 한다고 한다)에 간 걸 귀능이 비난하자 적반하장으로 이게 어디서 목소리를 높여, 죽는다라는 발언이 대표적.
오수가 관련된 일이라면 사족을 못 쓴다. 오수가 원한다면 자신이 관리하는 국가기밀 2~3개 쯤은 알려줄 수 있다고 단언한다. 그 외에도 터미네이터 모드가 되어 지각한 나가를 죽이려 달려들려다가 오수를 보고는 단박에 돌아와 사무실 정리를 하거나 오수를 본의 아니게 화나게 해버리자 만사가 싫다는 절망적인 모드가 되어버린 적도 있다.
20대 후반이 되어 학창 시절 친구들한테 하나 둘씩 청첩장이 오는 사실에 대해 짜증을 내고 있으며 엄마의 독촉과 등쌀에 골머리를 썩고 있다. 게다가 주변 아주머니들의 시집 가라는 등쌀에도 적잖게 골머리를 썩고 있어 백모래 얼굴이 그려진 종이를 붙인 샌드백을 패다가 엄마에게 들켜 한 대 맞기도 한다.
사람들은 영정과 붙을 수 있는 사람이 다나와 나가뿐이라고 한다.
다나의 고등학교 동창은 유다, 듄이다.(나가는 고등학교 후배라고 한다)
- 프로필
  - 나이: 20대 후반~30대 초반
  - 키: 175 cm
  - 혈액형: B형
  - 생일: 1월 3일
  - 능력치: 기초체력 - 상 / 스피드 - 상 / 짝사랑 - 상 / 센스 - 상 / 파워 - 측정불가
- 특기
  - 명칭: 모든 물리적 데미지를 받지 않는 신체 (금강불괴) / 강철도 부수는 완력
  - 타입: ?? / 특기자 본인이 자유자재로 출력을 조절하며 능력의 발동도 자유자재인 경우
  - 설명: 단순히 보자면 육체를 강화하는 타입의 능력이지만 그 능력 범위가 일반적인 육체강화 능력의 폭을 아득히 초월한 능력을 자랑한다. 신체능력 및 육탄전 능력은 작중 내에선 탑 클래스. 일단 신체는 모든 물리적 데미지에 전혀 영향을 받지 않는 신체이며 펀치나 킥같은 육탄전을 비롯해 총, 칼, 몽둥이같은 흉기에서부터 미사일, 핵병기로 인한 데미지까지 무시하고 독, 바이러스, 질병 같은 생물학적이나 화학적 공격에도 전혀 데미지를 입지 않는다. 작중에선 서술하지 않았으나 아마 천재지변(낙뢰, 산사태 등등)으로 인한 데미지까지 무시해버릴 것으로 해당된다. 육체강화의 여파 중에 하나로 모근이 너무 강력한 나머지 모발이 강해져 머릿결이 좋은 대신 염색약이 잘 스며들지 않아 어머니가 염색해 줄 때 욕을 달고 염색해 주신다고 한다.(그리고 머리를 자르기전에는 머리카락을 채찍처럼 사용했다고 한다) 완력 또한 인간을 아득히 초월해 나무 정도는 그냥 간단한 펀치 한 방이면 산산조각내는 위력을 보인다. 강철은 물론 출력을 최대로 올리면 다이아몬드도 가루로 만들고, 두부를 던지거나 딱밤을 먹여서 사람을 한방에 죽일 수 있다고 한다. 아무리 공격해도 털끝 하나 다치지 않고 오히려 한 방만 맞추면 원샷원킬이 가능한 육탄전에 최적화 된 무투파 스타일. 이런 사기적인 특기 덕분에 나가와 함께 스푼 3대 사기캐에 선정되기도 하였다.
  - 약점: 굉장히 강력한 특기이나 그 특기에 상응하는 치명적인 약점으로 분노가 있다. 특기자들의 경우 어느 조건이 걸리면 몸에 흐르는 기가 사라져 특기가 사라지는 현상이 있는데 다나의 경우에는 분노로 인해 아드레날린이 과잉 분비되어 이성을 잃어버릴 정도로 분노하는 것을 기점으로 특기가 사라진다는 치명적인 약점이 있다. 특기가 사라지면 일단 물리적 데미지를 받지 않는다는 조건이 풀리는 것과 동시에 급격하게 약화되어 상처를 입게 된다. 이성을 되찾아 특기가 다시 돌아왔을 때에도 이성을 잃었을 때 입은 상처는 낫지 않는다. 쉽게 말하자면 화가 났을 때 파워업 하는 헐크와 정반대의 케이스. 허구한 날 화만 내는데도 평소엔 잘만 능력을 쓰는 것에서 알 수 있듯이 화 좀 난다고 크게는 문제는 없다. 다만 문제는 이성을 너무 쉽게 잃는다는 것. 메두사의 경우는 완전 쥐약이라, 계란만 던져도 욱해서 특기가 봉쇄되고 만다. 분명히 본인도 자신의 약점을 잘 알고 있건만 너무 간단히 상대의 도발에 넘어가버리니 전투력이 최강급이어도 중요한 순간에도 어이없이 리타이어되는 모습이 가끔 보인다. 애초에 능력이 너무 강한 만큼 밸런스를 맞추기 위해서는 그만큼 치명적인 약점이 필요했다고 볼 수 있다. 또 워낙 특기가 우월하기 때문인지 쉽게 방심하는 일이 잦다고 한다. 전투와는 상관없지만 다나의 어머니의 매는 왜인지 아프다고 한다.

귀능스푼 내 히어로 및 서장 보좌
느긋하고 유유자적한 성격, 약간 야비한 면을 보이기도 한다, 이래 봬도 스푼내 완력 2위.
서장인 다나를 보좌하는 역할을 맡고 있기 때문에 실전 임무에 투입되는 횟수는 다른 베테랑들에 비해 적지만 다나와 함께 종종 마약 거래상 체포같은 강력 임무에 투입되기도 한다.
맹해보이지만 의외로 날카롭고 현실적인 면도 갖추고 있으며, 말도 안 되는 이유 갖다 붙이기가 특기. 귀찮은 상황은 얼렁뚱땅 넘어가려고 하기도 한다.
대체적으로 순하고 상냥하며 악당들에게도 얼굴 붉히는 일이 없으나 나이프의 오르카한테만은 유독 적대적이다. 오르카를 늘 썩은 생선이라고 부르며 욕하고, 만날 때마다 죽일 각오로 싸운다. 그 이유는 아래에 나와 있다.
어린시절의 트라우마가 있다. 작중 79화를 계기로 펫숍으로 팔려가 커다란 가시가 박힌 목줄과 수갑이 채여진채 감금 되어 방치되기도 했다.
펫숍(-을 가장한 혼혈매매시장)을 시찰 중이었던 냅킨(스푼) 시절 부서장이었던 다나와 또 다른 동행자 로지가 우연찮게 그가 있던 펫숍으로 오게 되는데 그 곳에서 벌어지는 일들을 적발하는 과정에서 다나의 도움으로 구출된다
그 후로 은혜를 갚기 위해 지금까지도 스푼에서 일하게 되었다고 한다.
간혹 펫숍의 관련된 얘기가 나오면 자동적으로 목에 손이 가 피가 나도록 긁는 행동을 보이기도 한다.(랩터의 말의 의하면 손목이나 목에 조이는 액세서리는 착용하지 않는다고 하는데, 작중 추석 특집이나 설날 특집에선 넥타이를 두른 모습이 나오는 걸 보아 조금씩 트라우마를 고쳐나가는 중인 듯하다.)(추가-181화에서 넥타이가 똑딱이라는 사실이 나왔다.)
나이프의 멤버 중 유난히 오르카와 사이가 안 좋아 '썩은 생선'이라고 부를 정도였는데 그 이유가 베일에 가려져 있다가 최근 밝혀졌다. 그 이유는 귀능이 어릴 적 오르카가 귀능을 죽이지 않고 살려줬기 때문이라고 함.
- 프로필
  - 나이: 20대 초반
  - 키: 185 cm
  - 혈액형: AB형
  - 생일: 8월 9일
  - 능력치: 완력 - 상 / 애교 - 상 / 귀척 - 상 / 참을성 - 최하 / 능청 - 중
- 종족
  - 판다 혼혈: 귀능은 판다의 혼혈이며 그로 인해 눈가에 검은 다크서클이 짙고 머리도 흑백 투톤으로 나뉘어 있다. 현재 귀능의 신체능력은 베일에 싸여 있으며 현재 자기 데미지를 상대에게 고스란히 전가한다는 등의 가설이 세워지고 있으나 실제론 불명. 검은색과 하얀색으로 이루어진 물체로 변할 수 있다는 가설도 있다. 106화 '하하 뭐래니' 편에서 귀능의 특기가 나왔다. 접촉하고 있는 신체(예/; 머리카락, 손톱등)의 주인의 특기를 사용 (카피)할 수 있다. 이런 꽤나 대단한 특기의 약점이 209화 '우웩!'편에서 나왔는데, 바로 나가와 같이 너무 쎈 특기를 카피했을 때 몸에 부담이 와서 며칠을 앓아 누운다는 것. 과거에 다나가 훈련하는 곳에 같이 들어갔다가 다른 사원의 착각으로 미사일을 맞아 죽을 뻔 했는데 옆에 있던 다나의 손을 잡고 능력을 카피해서 살았지만 몸에 부담이 와서 땡깡을 부리며 며칠을 앓아누웠다. 최근에도 나가의 능력을 카피했다가 또다시 앓아누웠는데, 마치 술병난 날 장거리 마라톤을 한 느낌이라고.

혜나나가의 동료이자 직장선배, 다나의 여동생
직설적이고 거침없는 성격, 자신이 귀엽다는 걸 알고 이용해먹는 등 영악한 면도 있으며 화나면 물불 가리지 않기도 한다.(혜나 왈-나는 만인의 여동생이야)
나가, 사사와 함께 일하는 스푼의 최연소 히어로이다. 참고로 12살. 실전 경험은 꽤나 많은 듯 하다. 마약의 출처를 불지 않는 검은 양복의 남자를 빗자루로 후드려 패고 산에서 만난 오르카에게 전기 충격기 공격을 시전하는 등 행동에 거침이 없다.
참고로 그 전기 충격기 이름은 검은 피○츄라고 한다. 마왕이 타인의 악의로 다치는 것보다 자신의 부주의로 다치는 게 낫지 않냐며 호신용으로 혜나에게 주었다.
악마를 소환할 수 있다. 마왕과 계약해서인지 악마들을 마음대로 부린다.(혜나 왈-그건 바로 악마소환! 일명 남에게 떠넘기기! 다른 말로 부려먹기!)
스푼에서는 자신이 어리다는 것을 이용해먹기도 하지만 학교에서는 큰언니라고 한다.
직설적이고 당당한 여장부 스타일
- 프로필
  - 나이: 12살
  - 키: 149 cm
  - 혈액형: AB형
  - 생일: 11월 23일
  - 능력치: 애교 - 최상 / 근성 - 최상 / 키 - 하 / 배짱 - 최상 / 완력 - 중하

### 나이프
백모래나이프의 보스
8년 전 메두사와 오르카를 중심으로 나이프를 결성했으며 지금까지 스푼과 끊임없이 대립해 왔다.2년 동안 사라지기도 했으며 이에 의해 스푼이 해체될 위기에 놓였었다. 스푼의 존재의의이자 지상목적인 남자. 나이프의 결성 이유는 그의 연애사업을 위해서이다.
흰 머리와 흰 붕대, 흰 옷, 흰 신발 등 온 몸을 흰색으로 도배하고 다니는 것이 특징. 눈이 멀거나 다친 것도 아닌데 붕대로 눈을 가린 이유는 불명이나 과거 사랑했던 랩터의 '눈이 예쁘다'는 발언에 근거, 랩터에게만 보여주기 위한 것으로 추측된다. 하지만 아지트나 친밀한 부하들만 모인 상황에서는 붕대를 풀고 다니기도 한다.
정의의 히어로 기관 서장인 다나가 노려보는 것만으로도 사람을 죽일 것 같은 인상인 것에 비해 백모래는 악당 보스인데도 불구하고 선명한 백발, 흰 피부, 황금빛 도는 오렌지색 눈동자, 선한 눈매, 수려한 외모 등 악당 보스임에도 불구하고 상당히 선량한 외견을 지녔다(본인에 의하면 천사같은 외모. 메두사가 역겹다는 모션을 취했으나 별다른 반응은 없는 것으로 보아 반박할 여지는 없어보인다). 다나가 남자로 오해받는 만큼 백모래는 여자로 오해를 많이 받는데 그럴 때마다 공공연히 레즈비언이라고 답한다고 밝혔다. 이는 자기 외모에 대한 굉장한 나르시즘이 없으면 불가능한 얘기.
성격이 대체적으로 입체적인 작중 캐릭터들 중에서도 가장 양극을 오가는 캐릭터. 쉽게 말해 인간적인 면모와 비인간적인 면모를 동시에 가지고 있다. 인간적인 면모 같은 경우 찌질한 면과 순수하고 어린애 같은 천연덕스러움, 거의 집착 수준에 가까운 순애보를 볼 수 있으며 이 중 찌질한 면은 작중 백모래가 나이프 보스로써 나오는 컷에서는 거의 매번 등장하고 있다고 해도 과언이 아니다. 나가가 팔꿈치를 핥아보라고 하니까 진짜 핥아보거나, 2년 만에 조우한 스푼인 다나와 귀능을 보고 마치 야유회에서 만난 친구 대하듯 하는 태도, 히어로의 파워 업을 조장하기 싫어서 히어로의 가족 및 관계자들은 전혀 건드리지 않은 채 그냥 일과방해 수준으로만 야금야금 깐죽거리자는 좀스러운 마인드 등으로 인해 부하인 메두사에게 늘 학대당하는 모습은 이미 백모래의 공식 컷으로도 자리 잡은 모양. 악당 보스인데도 불구하고 이런 찌질한 면모가 백모래를 작중 대표 개그 캐릭터로 만들었다고 해도 과언이 아니다. 웃기게도 공식 등장 컷마다 늘 누군가에게 맞는 모습을 선보이고 있다. 작가들이 악당 보스들에게 자주 넣어주는 카리스마나 포스는 아예 없고 오히려 그 이상의 개그 요소를 더 집어넣어서 악당 보스 같지 않은 보스 캐릭터가 만들어져 묘한 매력을 느끼게 한다는 평. 그 외에도 자기 기분 내키는 대로 행동하거나 아기자기하고 귀여운 걸 좋아하는 면, 그리고 어딘가 약간 4차원스럽고 멍한 듯한 모습은 백모래의 인간적인 면을 강조하는 면이기도 하다. 반대로 비인간적인 면은 범죄를 저지를 때 보이는 모든 모습에서 볼 수 있다. 인간적인 면모와 맞물리는 면에서는 자기의 순애보를 위해서라면 극악무도한 테러도 마다하지 않는 상식밖의 행동 및 관념, 목적에 방해되는 인간이라면 죄없는 민간인이라도 제거하면서 죄책감 하나 없이 오히려 즐기는 태도로 일관하는 모습은 섬뜩함까지 느끼게 할 정도. 이런 극과 극의 성격을 동시에 가진 백모래는 굉장히 입체적인 모습을 많이 보이는데, 보통 선한 성격이었던 사람이 트라우마나 큰 사건으로 인해 악인으로 돌변한 케이스 같은 경우 극단적인 현실부정과 사회에 대한 불신, 증오를 많이 보이는 반면 백모래의 비인간적인 행보의 동기는 너무나도 인간적인 동기인 사랑이다. 순수하게 사랑을 갈구하고 사랑받고 살고 싶은 욕망이 광기로 바뀌어 테러리스트로서의 모습으로까지 진화한 특이 케이스인 것이다.오르카는 백모래의 이런 면을 보고는 공포를 느꼈다. 비인간적인 면모를 보면 인간의 탈을 뒤집어 쓴 괴물의 모습을 보았으나 인간적인 면모를 보면 괴물의 인간행세를 하는 것 같았다고 한다.
과거엔 정말 순하고 착실하며 나라를 위해 자기 희생도 불사하는 개념 찬 청년이었다. 본인이 꿈꾸던 직업이 선생님이라는 걸 보면 얼마나 성실한 성격이었는지에 대해 알 수 있는 대목. 본래 의학 연구소에서 근무를 하고 있었으나 불법 생체실험을 자행하고 있던 연구 소장(작중에 등장하는 레드럼의 할아버지)으로 인해 인체실험에 강제적으로 참여를 요구당한다. 아무 죄도 없는 인간 및 혼혈들이 잔혹하게 이용당하다 버려지는 광경을 보면서 생긴 엄청난 충격을 시작으로 결국엔 본인마저 실험대상으로 전락한 아픈 과거가 있다. 결국 어떤 사건을 계기로 완전히 성격을 바꾸고 연구소에 있던 연구진과 실험체들을 전부 홀로 몰살시켜버리는 대 참사를 기록한다. 그 중 각각 연구원과 실험체로 있었던 메두사와 오르카를 거둬 나이프의 뼈대를 만들고는 지금까지 유지를 하고 있다.
스푼의 사원 중 하나인 랩터를 열렬히 짝사랑한다.스토킹부터 시작해서 허구한날 선물공세를 벌이지만 만날 무시당한다. 그래도 무슨일이 있어도 굴하지 않아야 사랑을 얻을 수 있다고. 그래도 만날 무시당하는게 태연한건 아니다 그 짝사랑이 광기로 물들며 엄청난 집착을 불러온 결과 현재 하는 일마다 재앙을 불러일으키는 인간이길 포기한 악마 백모래를 만들어냈다. 하지만 정작 랩터는 백모래를 이미 죽일 기회만 기다리고 있다.
하지만 정말 비정상적으로 순수한 사랑을 품은 백모래인지라 자신을 죽일 거라는 충격적인 독설을 퍼붓는 랩터에게 "만약에 네가 가장 사랑하는 사람이 나라면, 아무리 많은 남자를 만나도, 절대 날 잊지 못하면, 언제나 네 마음속에 내가 1등이면 기쁘게 죽을게."라는 인간적인 대사와 함께 "하지만 그전엔 안 돼, 절대로 안 돼, 무슨 일이 있어도, 죽어도 안 놔줄거야."라는 비인간적인 대사까지 함께 날려 그의 인간성이 지닌 진면목을 보여준다. 이에 그치지 않고 울음을 터뜨리면서 소리질러서 미안하다는 사과와 함께 사랑해달라는 결정타를 날린다. 백모래의 복잡한 일면을 잘 보여주는 대목.
179화에서 나가에게 치명타를 입은 영정을 죽였다 .
- 프로필
  - 나이: 30대 후반~40대 중반 추정
  - 키: 176 cm
  - 혈액형: O형
  - 생일: 9월 1일
  - 능력치: 폼 - 상 / 찌질 - 상 / 논리 - 상 / 순애 - 최상 / 청결 - 최상
- 특기
  - 명칭: 정화
  - 타입: 선천적으로 타고난 경우[20] / 특기 자체가 체질로 변해버려 상시로 발동하고 있는 경우
  - 설명: 악당 보스치고는 뭔가 미묘한 특기. 말 그대로 더럽고 불순한 물질들을 깨끗하게 정화시키는 능력이다. 정화의 능력은 상당히 강해서 회생불가능하다고 판명된 폐수를 순식간에 1급수 레벨로 바꿔버릴 정도로 강한 힘을 가지고 있다. 정화 대상에는 독이나 유해물질, 바이러스 같이 인체에 악영향을 끼치는 유해물질들도 포함이 되며, 그로 인해 오수나 베놈처럼 신체자체가 유해물질로 되어있는 상대의 경우 백모래와 접촉하는 것만으로도 치명적인 데미지를 입는다. 바꿔 말하면 신체 자체가 정화의 집결체인지라 바이러스나 유해물질에 감염되지 않아 질병에 걸리지 않으면서 언제나 최상의 신체조건을 유지하는 신체를 지니게 된다는 얘기다. 그로 인해 백모래의 신체능력은 일반인의 신체능력보다 훨씬 더 우월하며 그 예로 연구소의 인간이나 실험체들을 전부 홀로 몰살시킨 것과 다나에게 한 번 팔을 비틀리고도 순식간에 회복되는 점을 들 수 있다. 심지어 최근(95화)에는 이 정화능력이 영적 현상(악령 퇴치)에도 적용이 되는 것으로 드러났다.[21]

또한 병에 걸리지 않아 언제나 최상의 상태가 유지되는 신체인지만큼 나이를 먹지 않는 모양이며 실제 백모래의 나이를 추측해보면 30대 초중반 많게 잡으면 30대 후반에서 40대 초반까지 추측할 수 있다. 하지만 백모래는 과거 시절과 현재의 모습에 아예 차이가 느껴지지 않는다. 작중에서 나이프의 멤버 중 하나인 송하가 '불사는 불가능해도 노화를 늦추는 방법'은 있다는 점을 언급하며, 백모래와 메두사 역시 같은 케이스임을 이야기한 적이 있다.
- - 약점: 어디까지나 정화의 능력인지라 오염물질로 인한 상처는 회복이 가능해도 일호, 이호 쌍둥이처럼 직접적으로 외상까지 치료하는 힐링은 불가능하다. 오르카의 경우엔 생체실험의 부작용으로 팔이 부패했던 케이스라 치료 및 회복은 가능했으나 사고로 인한 골절 및 기타 외상들은 회복이 불가능하다는 뜻. 또 다른 약점으로는 오수나 베놈같은 유해물질을 다루는 특기자들에게만 공격력이 적용된다는 점이다. 애초에 정화 자체가 공격력이 아예 없는 치유 계열 능력인지라 공격력은 제로다. 그로 인해 다나나 나가처럼 박력과 공격력이 넘쳐나는 특기들에겐 힘이 많이 부족한 것이 사실이지만 과거 연구소에서 근력과 완력을 비정상적으로 키우는 실험을받아 피지컬적인 면에서는 일반인보다 우위.

메두사나이프의 2인자
백모래가 있던 연구소의 연구원으로 있었으며 백모래가 연구소의 모든 이들을 죽이고 오르카와 함께 메두사만 살려준 걸 계기로 나이프의 2인자가 되었다.메두사와 오르카는 연구원과 실험체로 메두사가 어린 오르카를 보살피고 있었던 때이다.
금발에 긴생머리를 쇼트 파마로 다듬었으며 날카롭고 요염한 눈매를 지닌 여성.
연구원이였었을 때에는 긴생머리로 하고 다녔다.
백모래를 보스로 모시고 있긴 하지만 가끔 백모래를 골탕먹이거나 거의 학대 수준으로 험하게 다루며 이젠 거의 백모래 학대를 취미생활로 삼은 듯 하다.
백모래와 같이 노화하지 않는 몸을 가지고 있는 듯.
유달리 다나와 붙으면 상성이 좋다. 원인은 메두사가 깝죽거리며 약을 올리면 다나가 화를 내 아드레날린이 분출되며 특기가 사라지기 때문인 듯. 이런 영웅은 싫어의 공식 다나 얼빠로 한달에 한번 시골에서 도시로 나올 때마다 다나를 관찰하는 모습을 볼 수 있다.
- 프로필
  - 나이: 미상
  - 키: 168 cm
  - 혈액형: AB형
  - 생일: 6월 1일
  - 능력치: 상식 - 상 / 주관 - 상 / 내숭 - 중상 / 허영심 - 상 / 자뻑 - 중
- 특기
  - 명칭: 섬유 조종 / 체내에서 독사 소환
  - 타입: 후천적으로 우연히 발현한 경우 / 특기자 본인이 자유자재로 출력을 조절하며 능력의 발동도 자유자재인 경우
  - 설명: 메두사는 2개의 특기를 지녔는데 섬유 조종의 경우, 자신의 옷의 섬유를 자유자재로 조종해 상대를 포박하기도 하며 트럭으로 잡아당겨도 끊어지지 않을 정도로 질기다. 이 섬유 조종은 잡히면 빠져나오기 어려운 반면 결박 속도가 느리기 때문에 원거리 공격은 불가능하다는 약점이 있으나 만약 잡히면 상대는 메두사가 입을 통해 꺼내는 독사로 인해 반드시 죽는다. 메두사는 체내에 독사를 키우며 입을 통해 독사를 소환해 섬유로 포박한 상대에게 키스를 해 독사를 목구멍으로 들여보내 독니로 물게 만든다. 그럼 상대는 신화 속 메두사의 눈을 본 자들처럼 움직이지 못한 채 몸이 서서히 마비되고 결국 격렬한 고통 속에서 죽고 만다.

오르카나이프의 3인자
어렸을 적 백모래가 있던 연구소의 피실험체였으며, 연구의 부작용으로 썩어가던 팔을 백모래가 특기를 이용해 치료해준 것을 계기로 백모래를 따르게 되었다.
착하고 여린 심성의 소유자이며, 악당이긴 하지만 다른 이들에게 피해를 끼치는 것을 두려워한다. 지금까지 나이프가 살육한 히어로들의 경우 적당히 하면 자기가 죽기 때문에 어쩔 수 없이 죽여왔지만 민간인들까지 죽이고 아지트를 빼앗는 것에 대해 심한 죄책감을 지니고 있다.
나가를 나이프에 들이는 이유 역시, 힘이 강력한 나가가 들어오면 쓸데없이 민간인을 살육하는 횟수 또한 줄지 않을까 하는 희망을 가지고 있으며 나가에게 스푼이 가진 어두운 면을 알려 이간질시켜 스푼에게 떼어놓은 후 천천히 나이프에 감화시킬 목적으로 접근한다. 그러나 번번히 실패.
귀능과 유난히 티격태격한다. 최근 밝혀진 이유로는 과거 오르카가 귀능을 죽이려다 살려주었기 때문에 자존심이 상한 듯 하다.그 외에도 둘 다 검은색과 하얀색의 조합인 것으로 때문한다. 귀능을 쥐새끼라고 부르는 모습이 보이며, 어린애로 취급하면서도 막상 맞붙게 되면 진심으로 임하는 등 라이벌 구도를 굳혀가고 있다.
실험체였을 때부터 돌봐준 메두사를 짝사랑하며 그때문에 예전 메두사가 호감을 보였던 송하를 불편해한다. 머리를 기른 이유도 그때 메두사가 송하의 장발을 보며 칭찬해서 인듯하다.
육감이 발달되어있다. 인지능력도 좋고, 후각도 뛰어나다. 76화에서 텔레포트한 나가를 순식간에 냄새를 이용해 찾는 모습을 보여줬다.
나이프에서 주로 잡일을 하고있다(스푼 염탐, 시체 암매장, 메두사의 생리대 구매 등).
- 프로필
  - 나이: 20대로 추정
  - 키: 187 cm
  - 혈액형: A형
  - 생일: 12월 6일
  - 능력치: 완력 - 상 / 스피드 - 상 / 기초체력 - 상 / 근심걱정 - 상 / 주관 - 최하
- 종족
  - 범고래 혼혈: 오르카는 범고래 혼혈이며 그로 인해 헤어스타일의 형상이 전체적으로 범고래의 형상이다. 눈이 까만색이며 완력, 근력, 지구력, 스피드, 후각 등 모든 게 인간의 범주를 뛰어넘었다. 스푼에서도 다나 이외에 오르카를 힘으로 이길 수 있는 자는 없다. 특히 수중전에서는 오르카를 따라올 수 없을 정도이다.

칸나나이프의 조직원
일단 잡일을 도맡아하는 셔틀.
사망자로 등록 되어있는 백모래, 메두사, 오르카가 할 수 없는 일들(주민등록이 필요한 경우)을 대신해 준다.
작중의 리 와 같은 아파트에 산다. 간혹 나이프의 일원이 한달에 한번 놀러(?)오기도 한다.(메두사의 생리시기)
현재 전과 기록 없음.
송하나이프의 조직원 및 전직 스푼 출신의 히어로
스푼(냅킨 시절)의 둘째가라면 서러울 정도로 뛰어난 검술을 자랑하는 히어로였다고 한다. 거짓말을 잘 못하지만 표정을 잘 변하지 않는다.
사사와 절친이기도 했으며, 나이프와 혼자 싸우다 백모래의 화술에 홀랑 넘어가 배신자가 되었다고 알려졌다.
싸우는 것을 즐기는 듯하며, 간혹 적과 싸우는 도중에도 잘못된 전투 방식을 지적해 충고도 해주기도 한다.
여담으로 백모래와 죽이 매우 잘 맞는다.
최근 나온 모습으로 영정의 스파이임이 드러났다. 그리고 그가 스푼을 배신한 이유는 그가 영정을 사모하기 때문이라고 한다.어릴 때부터 영정이 나오는 영화나 드라마를 보며 사모해 왔다.
영정에게 차인 이유는 나이 때문에.
영정을 위해 나가를 죽이려 하다가 도리어 영정에게 죽임을 당한다(166화).
- 프로필
  - 나이: ??
  - 키: 190 cm
  - 혈액형: B형
  - 생일: 8월 4일
  - 능력치: 외모 - 최상 / 충성심 - 상 / 포커페이스 - 상 / 융통성 - 최하 / 논리 - 최하
- 특기
  - 발화: 어지간한 곳에는 모두 불을 붙일 수 있다. 칼에 불을 붙이는 모습을 보여주기도 하였다.
- 종족
  - 소나무 영물 혼혈: 나무 혼혈이라는 성질과 상반되는 발화 라는 특기를 가지고 있다.

레이디나이프의 조직원
레이디라는 이름답게 청초한 미모의 여성으로, 인간 파트너인 세월과 항상 같이 행동한다.
조직 내 서열은 세 간부보다 아래고 칸나보다는 윗급인 듯.
전투 실력도 월등하다. 악마인 에트나드와 근접전에서도 전혀 밀리지 않는 모습을 보였으며, 사사의 총탄도 가볍게 피하는 등 전투 경험이 상당히 있는 것으로 보인다.
얀데레의 성격으로 작중 스푼의 나가가 지하철에서 도움을 줬던것을 계기로 나가를 사모하게 된후 이래저래 골치 아픈 사건을 몰고와 일부 독자들에게 욕을 많이 먹기도 한다.
하지만 나가를 사모하며 나가를 지키려는 모습도 보이기는 한다.(별로 보이지는 않는다.)
일호와 이호가 아닌 또다른 불사족인 소금보라와 물보라의 이야기와 관련된 부분에 거대 어류를 조한 모습이 보였다.
현재 헤이즈가 빠져나가는 영혼을 붙잡아 둔 부적을 백모래가 실수로 떼어버려 죽었다.
- 프로필
  - 키: 156 cm
  - 혈액형: AB형
  - 생일: 8월 22일
  - 능력치: 특기 컨트롤 - 중상 / 상식 - 최하 / 독선 - 최상 / 사랑 - 상 / 질투 - 최상
- 특기
  - 특기자의 기를 감지하고 타인의 특기 사용에 간섭하는 능력: 특기자의 힘의 원천이 되는 기(氣)는 그 용량에 개인차가 있는데, 레이디는 기의 용량 자체는 많지 않은 편이나 상대가 기를 사용할 때, 자신의 기를 주입해 타인의 특기에 간섭하여 힘을 가할 수 있다.
  - 약점: 특기를 가지고 있지 않는 일반인.(비특기자)
- 종족
  - 나비 혼혈: 사이드 테일에 나비 날개를 연상케하는 헤어스타일이 특징.

세월나이프의 조직원
레이디와 함께 행동하는 여성.
레이디와 함께 지내온 세월이 많은 듯하다.
과거에 레이디가 하얀가운을 입는 걸 보아 레드럼 할아버지가 진행한 실험의 연구원 같다.
그녀의 특기는 신체 연령을 조절하는 능력이다. 일상 생활에서는 성인의 모습보단 보이쉬한 어린 아이의 모습을 하고 있다.
어린아이 모습이라 일반인들이 어린아이라 착각한다.
나이프에서 그녀가 주로 나서는 일은 폭탄 테러이다.
- 프로필
  - 나이: ??
  - 키: 172 cm
  - 혈액형: O형
  - 생일: 1월 8일
  - 능력치: 호구력 - 상 / 매력 - 상 / 근심걱정 - 중 /상식 - 중상/지망 - 하
- 특기
  - 신체 연령 조절: 자신 또는 타인의 신체 연령을 조절하는 것이며 한정 조건은 '손을 잡는 것'이다. 그러나 본편 91화에선 피해자 남성이 세월을 처음 마주 했을 때에는 어린 꼬마였다고 했으나, 나이를 빼앗긴 뒤 다시 보니 어린 꼬마가 아니였다는 증언을 한 바가 있다. 이 점을 미루어 보아 세월의 능력은 단순히 나이 조절이 아닌 '상대의 나이를 빼앗는 능력'이 아닐까 하는 가설도 나오고 있다.+오른손으로 악수를 하면 나이를 빼앗을 있고, 왼손으로 악수를 하면 나이를 돌려줄 수 있는 특기를 가지고 있다.(211화)

하지만 216화를 보아 상대방이 손을 꽉 잡고 놓아주지 않으면 나이를 강제적으로 계속 뺏어오게 된다. 즉, 자신의 능력을 맞잡았을 때 스스로 컨트롤을 못하는 것으로 보인다.
나 오수가짜 나이프의 보스
푸른 머리칼을 지닌 어려보이는 외모의 남성. 끽해야 중학생으로 보이긴 하지만 성인이다. 다나보다는 어린 것으로 추정.
명문가의 도련님이지만 어렸을 적부터 받은 아버지의 혹독한 교육에 질려버린 나머지 일호, 이호 형제와 함께 집을 이탈해 가짜 나이프를 결성, 2년 동안 계속 악당 행세를 하면서 해체될뻔한 스푼을 후원해왔다. 실상은 스푼의 주력 후원자. 왠지 스푼은 상층부의 눈밖에 난 상태이나, 오수의 집안이 워낙 영향력 있는 가문이라 가짜 나이프라는 것을 알면서도 스푼의 유지를 용인하고 있다.
상식 이상의 재력가이다. 시내의 한 블록을 통째로 사들여 지하를 아지트로 개조하고 넓은 인공정원을 조성, 스푼의 건물이 파괴되자 임시방편으로 새 건물을 제공, 세뱃돈으로는 섬을 주고받는다고. 이는 정부조차 눈치를 볼 정도인 강력한 가문의 덕으로, 가출한 상태나 다름없는 오수 개인이 마계의 왕보다 많은 부를 지니고 있으니, 오수 가문 전체의 재력은 상상조차 힘들다.
다나의 유일무이한 짝사랑 상대. 다나가 워낙 티를 내는 탓에 주변사람들은 다 알고 있는데 본인만 둔해서 모른다. 그러나 일방적인 짝사랑이라기엔 다나에게 보통 이상의 호의를 표해왔다. 볼일이 없는데도 혹시나 해서 다나가 자주 다니는 길을 돌아다니거나, 다나가 경마를 좋아하는다는 말에 가볍게나마 목장을 지을까 하는 이야기를 하고, 별 일 없어도 자주 선물을 사 주는 등 어느 정도의 호감은 있는 듯. 사실 오수에게 다나는 자신의 특기가 통하지 않는 유일한 이성이니 가까워지기에 유리한 관계에 있음은 확실하다.
귀능과 막역한 사이다. 성인잡지 심부름을 부탁할 수 있을 정도. 저질스러운 이야기를 나누기도 하고 장난으로 서로를 디스하기도 한다. 또한 명목상 적대관계이기는 하나 스푼과 상당히 친밀한 관계. 아지트에 초대해서 하루종일 놀고먹는 일도 종종 있는듯.
몸이 선천적으로 약하기 때문에 약을 달고 산다. 백모래만큼 희다는 피부는 병약한 설정을 뒷받침하기 위함인 듯. 외출했다가도 다쳐 오는 경우가 많아 늘 일호와 이호가 지켜주고 있다.
얼굴만큼이나 순수하고 상냥한 치유계 캐릭터. 다나는 나의 천사라고 부른다. 악당들에게 붙잡혀도 자신의 특기 때문에 악당들의 건강을 염려하는 등 너무나도 착한 심성을 지녔지만 수치를 당하느니 차라리 죽고 말겠다는 조금 위험한 가치관을 지니고 있다. 과거에는 다나쪽과 사이가 별로 좋지가 않았다고 한다.
단행본에 따르면 정말 의외로 성인잡지 매니아. 숨겨진 호색한이다. 책장 하나를 성인잡지로만 꽉꽉 채워두었는데, 귀능과 나가가 발견하자 남자인데 당연한 것 아니냐며 해맑은 얼굴로 응수. 그러나 이후 다나에게 들키고 다나가 옹호하자 죽도록 부끄러워했다. 성인물 중 야설이나 성인잡지 등 아날로그를 선호하는 모양. 또한 거유를 좋아하기는 하지만 특별히 취향은 아니라고 밝혔다. 빈유와 거유 중 어느 쪽이 좋냐는 질문에 "태양과 달의 아름다움을 비교할 수 없듯이 각자 다른 개성과 매력이 있다"며 역설을 토했다. 크기에 상관없이 가슴 자체를 좋아하는 듯.
최근 진짜 나이프에 연루된 것이 밝혀진 일호와 이호에게 집착아닌 집착을 보여주어, 오수의 존재가 앞으로 스토리의 진행에 영향을 줄 것이라고 추측된다.
아버지와는 사이가 좋지 않지만 그의 누나인 비향과는 굉장히 사이가 좋은 것으로 묘사된다. 일호의 친척들과도 과거 만난 적이 있다고 한다.
- 프로필
  - 나이: 20대 초~중반
  - 키: 167 cm
  - 혈액형: B형
  - 생일: 5월 11일
  - 능력치: 체력 - 하 / 완력 - 하 / 정신력 - 중 / 마약 - 상 / 재력 - 최상
  - 그 외: 스푼의 스폰서
- 특기
  - 인간마약: 오수의 신체는 전부 마약 같은 중독 성분으로 이루어져 있으며 땀, 피, 체취 등이 전부 일반인과는 다르다. 오수의 체취를 오래 맡은 사람은 처음엔 향수 비슷한 체취로 인해 어지러워하다가 결국 중독되어 구토, 어지럼증, 환각, 심하면 정신 분열 상태까지 초래하게 되며 그로 인해 해독제를 먹지 않은 일반인은 오수의 옆에 있으면 위험해진다. 사람이 착해서 그렇지 능력의 위험도로는 작중 최상급. 다나와 일호, 이호는 중독되지가 않기 때문에 줄곧 옆에 있을 수 있으나 그 외 다른 일반인은 절대 옆에 오래 있으면 안된다. 천적은 백모래. 특기가 안 통하는 건 독성에 면역이 있는 다른 인간들도 그렇지만, 특기가 정화인 백모래의 경우 오수의 독성을 아예 무효화시키기 때문에 그야말로 천적이라 할 수 있다. 단, '부정한 것 그 자체' 이기 때문에 백모래의 호흡만 닿아도 녹아버리는 베놈의 경우 백모래의 마이너 카피인 트래시와 접촉하여 아예 죽어버렸지만, 오수는 마약이 그냥 신체의 일부 특징이기 때문에 백모래와 닿아도 좀 따끔하기만 한 정도라고.

일호(1호)가짜 나이프의 전투원
이호의 쌍둥이 형. 바가지 형태의 백발을 가지런히 정리했으며 허리 부분에 날개가 달려 있다.:가짜 나이프의 전신인 꽃집을 총괄하고 있으며 취미가 원예인만큼 꽃집 지하에 인공 조명까지 설치해 거대 정원을 만드는 등 식물에 대한 애정이 남다르다. 식물은 자라난 그대로 키우는 것이 미학이자 가치라고 생각해 식물을 가지치기하거나 가위로 손질하는 걸 질색하지만 정작 원예용 가위 하나를 가지고 있다. 이 가위의 용도를 물으면 의미심장한 미소로 답변하곤 함.
전체적인 가사 실력이 우수하며 특히 요리는 프로급, 가짜 나이프의 식사를 담당하고 있다.청소는 이호와 돌아가면서 한다고 한다.
기본적으로 순하고 상냥하지만 화나면 인정사정없으며 과거엔 상당히 폭력적인 면이 있었던 듯, 상당한 망나니로 불렸었다.
과거에 오수의 주치의로 있었다. 무기는 철사 옷걸이 정도로 이호를 때리는 것도 포착이 되었다.
이호를 포함한 가족(혹은 동족)이 많은 듯하다.
오수의 주치의로 있기 훨씬 전,(오수와 레드럼,레드럼의 할아버지의 나이를 생각했을 때 대략 100년 전)국가에서 진행한듯 보이는 인체실험의 실험자였다. 지도상에 없는 섬에서 진행했었고, 실험 대상의 인권(?)이나 의식주를 제공해주는데다 실험 대상도 거의 다 자발적으로 동참한 사람들이다. 이 실험의 총괄자나 일호와 그의 동족(혹은 가족)들이 실험자로 참여한 동기는 아직 작중에는 밝혀지지 않았다. 하지만 어떤 이유로 인해(이호 제외) 현재는 실험이 중단되었고, 일호의 동족(혹은 가족)들이 전부 사회로 돌아와 있는 것을 보아 실험에 대한 사이드 에피소드가 있을 것으로 보인다.
과거 스완과 데네브가 지내던 마을에서 지내며 사람들을 치료해 천사로 불리었으나 시간이 지나도 늙지 않는 외모와 상처를 입지 않는 종특으로 인해 마을에서 쫓겨났다.
최근 이호가 스푼에서 석방(?)되었는데 그 대가로 일호가 스푼에서 힐러로 일하고 있다.
- 프로필
  - 키: 179 cm
  - 혈액형: O형
  - 능력치: 힐링 - 최상 / 오덕력 - 상 / 엄마력 - 상 / 센스 - 하 / 정신력 - 상
- 종족: 불로불사. 날개가 돋아나 있고 초능력이 힐링인지라 시골 사람들에게는 천사로 알려 질때도 있었다.
- 특기
  - 힐링: 상처를 치유하고 피로를 회복시키는 특기, 오수가 몸이 약하고 다치는 일이 많아 늘 옆에서 특기를 가동시킨다. 힐링은 자신의 생명을 나눠주기 때문에 일반 힐러들은 많이 사용할 수 없는 반면, 불로불사이기 때문에 제한이 없는 힐링의 대가다

이호(2호)가짜 나이프의 전투원
일호의 쌍둥이 동생. 형인 일호와는 달리 백발을 아무렇게나 놔둬 음침한 면모를 보이며 허리 부분에 날개가 달려 있다.
흰색 과학자 가운을 걸치고 있으며 내장 수집이라는 충격적인 취미를 가지고 있다. 내장을 여친으로 여겨 내장의 매력에 대해 다른 이에게 장황하게 설명하는 등 변태적 싸이코 같은 면을 보이기도 한다.
다만 수집한 내장은 거의 다 가짜고, 진짜 내장도 대부분은 합법적으로 산 거라고 한다.
웃기게도 내장 수집이라는 취미에 비해 심한 혈액공포증을 앓고 있어 피를 보면 졸도한다.(케첩이 묻은 것만 봐도 기겁을 하며 고기 핏물을 빼는 것만 봐도 경련을 일으킬 정도.) 그래서인지 피를 무서워하는 그의 야망에는 '수술 없이 병을 치료하는 방법'을 찾는 것이라 한다.
그 외에는 상당히 정상적이고 어른스러운 성격이다.
일호는 요리를 정성이라고 생각하지만 이호는 요리를 과학이라고 생각한다.
일호와 같이 오수의 전투원으로 있었으며, 과거 C국 작은 연구소에서 일하던 백모래의 동기였으나 실험체가 된 백모래의 난동에 휘말려 공격을 당했다.
그러나 백모래의 난동이 자신의 탓이라고 죄책을 느끼고있다.
백모래와 함께 연구원으로 있었던 시절보다 한참 전, 일호와 그의 동족(혹은 가족)들과 함께 국가에서 진행한 것으로 보이는 인체실험에 실험자로 있었다. 하지만 그는 여타와는 다른 인체실험 분위기에 있는 나태한 인간들을 싫어했고, 그것이 고아원 의사로 있을 때까지 영향을 미친 것으로 보인다. 실험을 진행하던 중, 유일하게 자금을 마련해 인체실험을 그만둔 레드럼의 할아버지를 따라 연구소로 간 듯 하다.
그 후로 레드럼의 할아버지가 진행하는 실험에 함께 했다.
최근 백모래를 구해주려고 나가에게 부탁도 하고 그 스스로도 일을 꾸몄으나 일이 잘 풀리지 않아 스푼에 잡혀들어간다. 그리고 백모래를 본 후 혈액공포증또한 사라졌다. 최근 영정같은 비중있는 인물이 그에게 관심을 보이는 것으로 보아 앞으로 전개에 많은 영향을 끼칠 것으로 추측된다. 소금보라와 물보라에게 받은 진주가 그를 탈출시키거나 백모래에게 도움을 줄 것으로 추측된다.
백모래가 마지막 죽는 순간에 발견한 뒤로 우울했다가 우울함을 떨쳐내고 일호를 따라 (꽃에 물주기 등 )잡일을 한다.
영정이 이호의 불로불사능력에 관심을 갖고 이호를 납치해 영정의 손아귀에 있다가 나가의 도움으로 풀려나게 되었다.
- 프로필
  - 키: 179 cm
  - 혈액형: O형
  - 능력치: 힐링 - 상 / 내장 오덕력 - 최상 / 체력 - 중 / 완력 - 중 / 정신력 - 최하
- 종족: 일호와 마찬가지로 불로불사 종족 중 하나.
- 특기
  - 힐링: 상처를 치유하고 피로를 회복시키는 특기, 하지만 혈액공포증이 있기 때문에 있으나 마나다.

그레고르가짜 나이프의 신입 전투원
면접을 보러오자마자 오수에게 충격과 공포를 안겨준 극악한 비주얼의 소유자. 오르카에게도 충격과 공포를 안겨줬다. 더불어 독자들에게도…
곤충학자였던 어머니와 어머니의 실험용 바퀴벌레였던 아버지 사이에서 태어났으며, 아버지는 실험을 당한다는 공포에서 벗어나기 위해 살고 싶다는 일념 하나로 영물화되었다. 아버지는 의외로 꽃미남.
태아 사진 때부터 산부인과 의사들을 공포로 몰아넣었으며 출산 당시에도 집도하던 의사가 몇번이고 경련을 일으킨 유명한 일화가 있다.
다행히도 엄마는 별 상관치 않았다. 아버지 말로는 오히려 실험체를 보는 눈빛이었다고...
의외로 비위가 강한 오수 덕에 가짜 나이프의 전투원으로 입사했으며, 상대하는 이들을 전부 공포에 질려 도망가게 하거나 항복하게 만드는 등 가짜 나이프 내에서 최강의 전투력(?!)을 자랑한다.
웹툰에선 59화만에 등장했다. 등장부터 충격과 공포를 안겨주는 비주얼이었다. 도전웹툰보다 상향된 작가의 그림솜씨에 어느 독자는 수전증까지 왔다고.
외형은 바퀴벌레이나 속은 인간에 가깝다. 피도 빨간색. 하지만 인간보다 근력이 강하며 외피도 단단하다. 단행본에서 밝히기를 싸움은 못하지만 딱딱한 외피 덕에 방어력은 높다고. 식칼을 튕겨낼 정도라고 하니 갑옷이라 보아도 무방하다. 맞은 후 사경을 헤매긴 했으나 다나가 던진 사과를 맞고 죽지 않았다는 것만으로 맷집이 좋다는 것도 증명되었다. 더듬이와 날개를 보아 가벼운 탐지나 비행은 가능하지 않을까 추측된다.
인간성 좋고 붙임성있다. 외모로 인한 트라우마도 없이 바르게 자란 청년. 사실 곤충 혼혈들의 눈에는 상쾌한 미남이라고 한다. 키도 가장 이상적인 180 cm
현재 은비단과 연애중. 나중에는 좋은 여자와 결혼도 한다고.
- 종족
  - 바퀴벌레 혼혈: 그레고르는 바퀴벌레 혼혈이며 인간과 영물 비율의 차이로 인해 인간의 옷을 입은 덩치가 엄청나게 큰 바퀴벌레 형상을 하고 있다. 끈질기고 강인한 생명력으로 인해 어지간한 독에는 내성이있어 오수의 인간마약에 중독되지 않으며, 날개가 있고, 기어서 매우 빠르게 달리거나 벽을 기어다니는 등 바퀴벌레스러운 공포의 신체능력을 자랑한다. 이로 보아 내장구조 외에는 바퀴와 비슷한듯. 기지개를 필때는 날개로 핀다[23].

### 악마
솔로몬
마계의 주인이자 악마들의 왕. 작중에서는 폐하나 마왕님이라고 불린다.
약 950세로 악마의 기준으로도 엄청난 고령이라 원래의 두 눈은 거의 실명해 현재는 이마에 있는 제 3의 눈으로 대부분을 본다. 그래서 늘 인상을 찡그리고 있다. 초등학생인 혜나를 조금만 무릎에 앉혀도 허리가 아프다며 골골댄다. 도전웹툰에서는 계단도 잘 못 오르는 모습을 보여줬다. 따라서 육탄전에도 취약하다. 도전웹툰 시절 백모래는 완력으로는 자신들의 압승이라고 단언했을 정도. 그러나 이후 데일의 어차피 허접일거라는 발언에 빡쳐 나무를 부스러뜨리는 악력을 보여준다.
(약간 모자라는 듯 보이지만) 마계 최강자이다. 작중의 마계는 가장 강한 악마를 마왕으로 모시기 때문에 혈통이나 술수가 아닌 본인의 힘으로 마계의 정점에 올랐다고 볼 수 있다. 악마같지 않은 매우 건실하고 도덕적인 성격을 가졌다. 그러나 범죄자들을 다룰 때 만큼은 냉혹하고 잔인한 모습을 보이는데, 특히 성범죄자들에 대해서는 악마보다도 추악하다는 일념 하에 철저히 처벌한다. 도전웹툰 시절 처벌의 수위는 죄인의 영혼이 닳아 없어질 때까지 온 몸에 못을 박았다 빼는 정도였는데, 정식 웹툰으로 올라와서는 수위 조절의 문제인지 상반신과 하반신을 쪼갠 뒤 접합부를 같은 극의 자석으로 바꿔버리는, 코믹한 상황을 연출했다. 또한 권위적으로 행동하려고 노력은 하지만 본인이 품위를 깎아먹을대로 깎아먹고, 주변에 너무 바보같은 악마들이 많아서(본인 포함) 그것도 마음대로 안 되는 상황.
힘이 너무 강력한 나머지 인간계에서는 힘의 사용에 제약을 걸어놓았다. 때문에 제어가 어려워져 실수로 바이올린 현만 퉁겨도 주변 일대가 폭파되는 대 참사가 벌어진다. 일명 평타가 안나가는 만렙.
위력을 줄였으나 그 힘은 도전웹툰 시절 나가를 반 죽여놨을 정도. 일호가 상황을 발견해 수습된다.
이렇듯 마계에서는 압도적으로 최강인 듯 하나, 인간계에서는 세세한 컨트롤이 어려워 팀킬의 위험이 크다. 그 때문인지 실전 전투에서는 전혀 써먹을 수 없는 듯 하다. 도전웹툰 시절 백모래의 말을 빌리자면 너 죽고 나 죽자는 거 아니면 마왕은 쓸모없어 보인다.
로리콘 의혹을 받고 있다. 계약자인 혜나를 몹시 아낀다. 혜나를 위해서라면 마을 하나를 태워먹어서라도 빈대를 잡아주겠다는 말을 하고, 어린 혜나를 위해 악마들에게 간단한 마법진을 사용하면 복잡하고 빡빡한 과정을 거치지 않고 전화로 계약할 수 있도록 제안하기도 한다. 나가의 초췌한 모습을 보고 혜나도 잠을 못 자는 것이 아니냐며 걱정한다. 도전웹툰에서는 자신과 결혼하겠다는 혜나의 말에 웃으며 맞장구 쳐주다가 녹음당해서 곤란해하기도. 연정이 아니라 손녀를 아끼는 팔불출 할아버지의 마음인 듯 하지만, 본인도 신경쓰고 있는지 도전웹툰에서는 자신을 로리콤이라고 부른 케인의 멱살을 잡고 분개하기도 했다.
음악 오타쿠이다. 그래서 마왕에 즉위하면서 마법을 발동시키려면 음악이나 악기를 매개로 써야 하도록 마계의 법을 뜯어고쳤다. 단순히 듣는 것만 좋아하는 것이 아니라 직접 연주하는 데에도 능해서, 마법 시전용으로 사용하는 바이올린 외에도 지구상에 존재하는 모든 악기를 자유자재로 다룰 수 있다. 노래도 잘한다고 한다. 장르에 구애받지 않고 my favorite things, 꽃송이가, 링딩동, 아브라카다브라 등 음악이 좋으면 다 듣는다는 설정. 판소리나 트로트도 가리지 않는다고 한다. 조수미의 팬. 밤의 여왕 아리아와 사운드 오브 뮤직의 도레미송을 좋아한다고. 혜나에게 리코더를 가르쳐주는 모습도 등장했다.
악마라 그런지 건들건들하게 생긴 인상을 건실한 인재상이라고 생각하는 듯 하다. 고위관료들이 입고 다니는 정장도 미칠듯이 화려하다. 다나의 화려한 꽃무늬 셔츠를 보고 수수하다고 말했을 정도.
수명은 약 50년 남았다(게다가 모태솔로). 마계의 1년이 인간계의 10년이니, 인간계의 나이로 치면 남은 수명은 500년 정도.
- 프로필
  - 나이: 950세
  - 키: 180 cm
  - 혈액형: A형
  - 생일: 12월 25일
  - 능력치: 마법 - 최상 / 도덕 - 최상 / 제력 - 최상 / 나이 - 상 / 체력 - 최하

케인마왕 보좌관을 맡고 있는 악마
전체적으로 푸른색이며 데스 메탈에 어울리는 복장을 하고 있다. 하지만 그 복장은 가문의 정장이라고 한다.
마왕 보좌를 맡고 있지만 둘이 함께 있으면 굉장한 콩트가 완성되며 성격도 쪼잔해서 한 번 삐지면 1주일을 넘게 간다. 도전웹툰에서는 삐진 후 여친에게 전화, 데이트까지 마친 후에야 내버려뒀던 마왕을 모시러 왔을 정도.
음악보다는 요리를 좋아하는 가정적인남자, 실력은 좋다. 말년에는 인간계에 작은 식당 하나 차리는게 꿈.
요리 도구는 늘 기타(외형만 비슷한).
- 프로필
  - 키: 181 cm

데일저주의 힘을 사용하는 악마
플라티나 블론드에 양의 뿔, 금색 눈동자를 지녔다. 노란색 반짝이 정장(모티브는 아무리 봐도 밤무대 의상)을 입고 있으며 저주 용도로 입이 달린 롱 마이크를 사용한다.
저주를 사용하기 때문에 육체적인 능력은 거의 제로, 저주를 걸 때는 들고 있는 롱 마이크를 이용해 "The 저주!!"라고 크게 외친 후 마이크에서 나오는 에코를 이용해 저주를 건다. 캐스팅 시간이 미묘하게 긴데, 도전웹툰에서는 엘리베이터에서 모르는 사람과 둘이 탔을 때 느껴지는 어색함과 필적하는 시간이라고 표현했다. 주문은 짧지만 생물을 합성하거나 기형으로 만드는, 마계에서도 보기 드문 저주능력을 가졌는데 고위마족답게 마법의 레벨은 높지만 힘은 약골이라 인간 남성도 이기기 힘든 수준.
백조 혼혈인 '데네브'와 계약중. 사랑에 빠져 데네브의 사기행각에 가담하지만 일련의 사건에 의해 곧 헤어진다. 현재는 그냥 친구사이로 지내고 있다.
얼빠진 구석이 있어 딱히 믿음가는 타입은 아니다. 혜나는 빛좋은 개살구라고 말했다.
그러나 마왕에게는 꽤나 신뢰받고 있는듯.
베도판 설정으로는 신장 179 cm
녹턴인간의 꿈속을 드나드는 힘을 사용하는 악마.
꿈속을 드나들 수 있는 능력 뿐만 아니라 꿈속에서의 어떤 꿈을 꾸게할 수도 있다.
대대로 레드럼의 할아버지 때부터 계약을 했었으며, 현재는 레드럼과 계약을 하고 있었으나 백모래가 레드럼을 죽임으로써 계약은 해지됐다.
밤하늘처럼 짙은 푸른 바탕에 별처럼 빛나는 입자들이 있는 머리카락과 초승달 모양의 눈동자를 가지고 있다. 대대로 내려오는 그 머리카락은 마왕 솔로몬에게도 밤하늘처럼 아름답다고 칭찬받아왔으나 정작 레드럼은 비듬이 빛나는 것 같아 더럽다고 혹평한다.
게다가 할머니가 머리로 집 한 채 살 수 있다는 말로 레드럼이 머리를 자르려고도 했다.
레드럼을 짝사랑하고 있었지만 데일 등의 악마들에게 변태, 소아성애자등등의 별명으로 붙린다.
에트나드냉기의 힘을 사용하는 고위 악마.
지팡이나 망토를 두른 정장 등 이영싫 세계의 악마답지 않게 신사적인 귀족풍의 옷차림이 특징이다.
베스트도전 시절부터 출연했던 캐릭터로, 웹툰판에서는 초반에 계약소에서 문열라며 깽판치는 등 간간이 악마들 틈에 끼여서 나오다가 작중 93화에서 혜나의 소환으로 등장한다.
세월이 일으킨 역 폭탄 테러로 무너지는 구조물들을 냉기 마법으로 지탱해주거나, 레이디가 혜나를 해하려 하는 것을 저지하며 그녀를 체포하려는 등의 모습을 보여준다.
이후 레이디와 백병전을 벌이다 왼쪽 손목이 절단이 되는 부상을 입기도 하는데, 본래 에트나드의 몸은 얼음과도 같아서 그런지 도로 다시 붙을 수 있다고 한다.
아마 냉기 마법을 이용해 자체 힐링 용도로도 가능하는 듯 하다.
단테불의 힘을 가진 악마, 어쩐지 에트나드와 비슷하게 생겼다. 에트나드가 슬픈 얼굴이라면 이쪽은 웃는 얼굴. 단테(DANTE)의 이름을 영어로 바꾼 후 뒤집으면 에트나드(ETNAD)가 된다.
키클롭스투시의 힘을 사용하는 악마
쇼트 블론드에 커다랗고 푸른 빛의 외눈을 지닌 악마.
베도에서 나가 학교 선배이자 닭인간 오누이 계인, 계진의 막내동생을 찾는 에피소드에서 등장했다.
하수인 악마솔로몬 왕궁의 근위병 악마
둘이 모이면 언제나 콩트를 하는 솔로몬과 케인 덕에 바람 잘 날 없는 마계 왕궁에서 골머리를 썩고 있다.
바람둥이 악마두 여자를 사이에 두고 바람이 난 악마
결국 솔로몬의 판결에 의해 세로로 쪼개지는 형벌을 받았으나 악마라서 죽지는 않은 모양, 하지만 나중에 또 같은 사건으로 인해 가로로 쪼개는 추가형벌을 받았다.
여친 악마 1,2바람둥이 악마의 두 여친. 한쪽은 섹시하고 한쪽은 청순하다.

### 고위간부층
영정
듄이 소속되어 있는 팀의 여상관.
정부 내 어떤 비밀기관의 장을 맡고 있는 것으로 보이며, 항상 베일을 쓰고 있어서 얼굴을 드러나지 않았다.
다른 간부들이 두려워서 죽이려고만 했던 언럭키를 거두어 주었다.
과거에는 세계적으로 유명한 배우이자 1세대 히어로로 혼혈들의 인권신장에 많은 도움을 주었다고 한다. 그래서인지 다른 간부들과는 다르게 스푼과도 관계가 호의적이고 스푼의 한 직원도 나가가 그녀와 악수를 하자 자신은 싸인 한번 받은 것이 전부라고 하면서 부러워할 정도이다. 그러나 보여지는 모습이 굉장히 수상해 최종보스나 흑막이 아닐까 하는 추측이 있다.
최근 아모르와 송하를 만나 지시를 내리는 모습이 보여졌다. 아모르가 그녀에게 말하는 내용이 호랑이도 벌벌 떨 정도이다. 얼굴에 베일을 쓴 모습과 노화 방지나 영생에 대한 관심을 가지는 것으로 보아 전에 백모래가 레드럼에게서 빼앗아온 불로불사에 관한 자료와 연결되는 것으로 보인다.
물보라와 소금보라 일족에게 땅을 준 장본인이자 물보라와 소금보라일족이 본인들에게서 피와 뼈가 섞인 완벽을 착취해간 자들에 대한 복수를 해도 태클을 걸지 않는 대가로 초능력이 담긴 완벽을 잔뜩 받았다. 그러나 최근 일족이 그녀를 배신하자 가당치도 않다는 태도를 보이나 그들이 나가에게 준 완벽을 주며 '선물'이라고 지칭하였다. 그리고 이호가 석방 될 때 그를 납치했다.
스푼을 비효율의 극치, 현 히어로들을 전부 쓰레기라 칭하며 베일을 벗었다. 물보라에게 받은 완벽으로 젊음을 유지할 수 있다.
166화에서 나가를 죽이려고 한 송하를 죽였다.
179화에서 나가를 힘으로 제압하려다 도리어 큰 부상을 입은 후 백모래를 만나 죽었다.
나가를 제압하려 한 이유는 스푼의 1인자가 되기 위해서이다.
- 특기
  - 염동력

그녀의 특기는 세상 누구와도 비교하면 비교당하는 사람이 불쌍할 정도로 강력하다고 하지만 최근 지구 최강의 사기캐라고 불리는 나가의 등장으로 저기압을 보이기도 했다.
언럭키
토끼혼혈이다. 마고가 있는 팀의 리더로 그의 특기는 그와 접촉하거나 그의 근처에 있던 사람 있는 사람은 그가 불안해 할수록 일정 확률로 불행해지는 것이다. 원래 특기는 주변 사람들 중 그가 가장 불행해지는 것으로 주로 그 특기를 사용해 경호를 했다고 한다. 성격은 지극히 이타적이고 약간 비뚤어졌다고 한다. 특기가 바뀐 이유는 간부들 때문이다. 그의 특기를 더 강하게 하기 위해 간부들이 그의 집을 불태우고 그의 부모님 유품을 훔쳐갔으며 그의 애완동물들을 죽였다. 특기는 굉장히 밝거나 어두우면 강해지기 때문에 그의 특기는 현재와 같이 발전했다. 그래서 그도 모르는 사이에 간부들이 죽어나갔으며 그런 그를 죽이려고 든 간부들마져 죽었다고 한다. 그러나 그런 그를 영정이 받아주었다.
- 특기
  - 불행

그가 불안해 할수록 그와 접촉한 사람이나 그의 근처에 있던 사람들이 일정 확률로 불행해진다. 마고가 그와 접촉한 나가에게 노약자나 아이들 곁에 가지 말라고 한 것으로 보아 전염성이 있는 것으로 추측된다.
- 프로필
  - 키: 190cm
  - 혈액형: RH-AB형 (눈물)
  - 생일: 5월 5일

마고
거미혼혈이다. 특기는 사이코메트리로 세크룬 에피소드에 처음 등장했다. 영정의 명령으로 나가의 초능력을 측정하려고 했으나 너무 강력해 측정에 실패했다.
게다가 레이디가 죽기 전 나타난 나이프를 막기 위해 물건의 기억을 읽기도 한다.
- 특기
  - 사이코메트리

만진 물건이나 사람에게서 그 사람에 대한 정보를 읽어낼 수 있다.
듄주인공인 나가의 선생님. 나가는 '듄쌤' 이라고 부른다. 특기는 능력차단. 듄이 파이프담배로 피운 연기를 맡은 특기자는 특기가 일시적으로 차단된다(36화). 나가와의 첫만남은 안 좋았지만 지금은 사이가 좋다. 어떤 이유에서인지 담배를 좋아한다. 작중에는 나오지 않았지만 스푼의 서장인 다나와 포크 사장인 유다와 고등학교 동창이다. 옛날에는 히어로였지만 지금은 메신저로 일하고 있으며 잔소리를 많이 해서 '떽떽이'로 불리기도 하고 ('듄'을 키보드를 영어로 바꾸고서 입력하면 ebs가 되는 탓에 ebs이라고 불리기도 한다) 간부들에게 스푼의 일처리를 보고하는 역할을 해서 스푼 사원들은 그를 고자질쟁이라고 하면서 싫어하는 사람도 있다. 하지만 본인은 최대한 잘못을 줄여서 보내주는 듯. 백모래에게 트라우마가 있다. 불면증 환자라서 다크서클이 있다.
- 프로필
  - 나이: 30대 초반
  - 키: 177 cm
  - 혈액형: B형
  - 생일: 9월 20일

윤듄의 여동생.언럭키,마고,듄과 같은 팀 소속이며,분할능력 특기자이다. (252화에서 이름과 특기가 밝혀졌다.) 실눈 캐릭터이며,두 남자에게 동시에 데이트 신청을 받는 것으로 보아 꽤나 미인인 것으로 보인다.
- 프로필
  - 키: 162 cm
  - 혈액형: O형
  - 생일: 12월 26일

### 포크
유다
다나와 외모는 물론, 특기, 키, 그리고 더러운 성격까지 똑같은 남성. 다나와 달리 꽃무늬 셔츠를 입지 않는다. 꽃무늬를 제외한 다양한 무늬의 셔츠를 착용함.[ex)별무늬, 자동차무늬등등]
다만 눈색은 다나와 반대인 푸른 색이다. 다나가 고등학교 졸업 후 분홍머리를 까맣게 염색한 것처럼 유다도 푸른 머리를 졸업 후 까맣게 염색했다고 한다. 이유는 별명(강철 솜사탕)이 싫어서. 듄,다나와는 절친한 동창 사이. 특히 다나와는 서로 싸울 정도로 친하다고 한다. 작중 119화에서 다나와 만나자마자 으르렁거리며 싸우는 장면이 나옴. 셋 다 나가의 학교 선배이다.
직업은 연예인기획사 포크엔터테이먼트의 사장이다. 인재를 포크처럼 콕콕 찍어가겠다는 의미의 이름이라고 한다. 다나에게 불길함을 감지하는 짐승의 감이 있다면 유다에게는 인기 연예인을 뽑을 매의 눈이 있다.
다나보다 발화점이 높으며, 능글맞은 성격이라고 한다.
작중 119화에 처음으로 등장, 네타캐에서 탈출함.
다나와 쌍둥이라는 말을 굉장히 싫어하는 듯 하며, 사사에게 여전히 혀가 짧다고 말하는 것으로 보아 이미 안면이 있는 듯 하다. 은비단의 상사 - 작중에서 은비단이 이호에게 자신을 성추행한다고 거짓말을 했던 바로 그 사장 - 로 나온다. 자신의 비서인 은비단을 짝사랑 중.
생일:3월1일
은비단
백발에 장미꽃 모양의 머리칼 가닥이 나있는 웨이브형 헤어스타일을 지닌 여성.
일호와 이호의 친동생이며 이호의 말과 태도로 빗대어 보아, 성깔이 아주 강한 성격인 듯하다.
날개 위치는 두 쌍둥이 오빠들처럼 '허리' 쪽에 달려있다. 또한 막내 동생답게 날개의 크기도 작다.(작중 123화 참고)
일호와 이호, 그리고 동족(혹은 가족)들과 함께 인체실험에 실험자로 있었다. 그러나 현재는 연예기획사의 사장 유다의 비서로 일하고 있다.
작중에서 연하킬러라는 소리를 들을 걸로 봐서 어린 남자를 홀릴 만큼 예쁜 외모를 가지고 있는 설정이다.
실제 작중에서 '이상형이 안경쓰고 까칠한 여자'라고 알려진 나가가 은비단과 대화할 때 얼굴을 붉힐정도.
현재 그레고르와 연애중이다.
오빠들과는 달리 자신의 불사 능력을 전투에 제대로 사용한다. 세월의 특기를 역이용하는 것으로 보아 상황판단을 민첩히 하는 데에 뛰어난 듯하다.
유다와는 어렸을 적부터 안면이 있어서 남자로는 보이지 않는다고. 단행본 12권 4컷만화에서 푹 빠져있는 것은 남자 (...)라고 한다. 참고로 젊은 남자는 전부 귀엽게 생각하고 있다. 그래서 그레고르를 보고 귀엽다고 생각한 것...
세크룬
펭귄혼혈로 국민아이돌로 뜨고 있다. 그러나 최근 누군가에게 스토킹을 당하고 있다고 호소했다. 그리고 생명의 위협도 몇 번 느꼈다. 사사는 범인이 매니저라고 추측했지만 범인은 그녀의 친구인 루리였다. 범인이 루리임을 알고 그녀는 그녀의 진면목을 드러내며 몇시간 동안 쌍욕을 했다. 아버지가 굉장히 구수하신 화법을 구사하신다고 한다.
루리
뱀혼혈이다. 초능력 아이돌로도 유명하다. 과거 그의 눈이 징그럽다고 수차례 수술을 거듭해 그녀의 왼쪽 눈은 거의 시력을 잃게 되었다. 인간을 싫어한다. 이번 사건을 일으킨 이유는 수많은 노력을 거듭해 지금의 자리에 오른 그녀와 달리 귀여운 외모 하나로 단숨에 정상의 자리에 올라간 세크룬에 대한 질투와 인간에 대한 증오 때문이였다고 한다.
- 특기
  - 염력

나가와 달리 숟가락을 들어올리거나 가볍게 휘게 할 정도의 미약한 특기이다.
- - 물체 텔레포트

일반적으로 나가같이 순간이동을 할 수 있다고 해도 물건만 순간이동시키는 것은 불가능하다. 그러나 그녀는 인간에 대한 증오와 세크룬에 대한 질투만으로 원래는 없던 특기를 노력으로 발현 시킨 케이스의 희귀 특기인 물체를 손에 들고있는 물건을 텔레포트 시키는 특기를 발현시켰다.
매니저
초반에는 굉장히 수상한 행동을 많이 보여 사사의 의심을 샀으나 알고보니 그녀의 행동은 세크룬의 진면목을 감추기 위한 것으로 드러났다.
사라까마귀 혼혈인 사사의 남동생으로 가수이다. 노래는 잘 못하지만 얼굴로 먹히는 타입이다.
베스트 도전에만 나왔지만 작 중에서도 '사사가 누군가 닮았다'라는 말로 언급되었고 포크에 대한 설명이 나올 때 실루엣이 보였다.
맨티스베스트 도전에 나온 사마귀 혼혈로 모델이다. 베스트 도전에서 자신이 애정을 준 나무가 영물이 되어 자신에게 집착하자 스푼에게 사건 해결을 부탁한 전적이 있다. (결국 랩터가 그 나무를 베어 없앰으로서 사건은 종결됐다.)
작 중에는 나오지 않았지만 포크에 대한 셜명이 나올 때 실루엣이 보였다.

### 그 외
- 작중에 이름이 공개되지 않는 캐릭터는 생략함.(공개 즉시 작성을 추가 바람)

레드럼작중에 등장하는 마녀
과거 백모래가 있었던 생체 실험 연구소 소장의 손녀이며 할아버지가 하던 생체 실험을 이어받았다.
목적을 위해서라면 그 어떤 가혹행위도 마다하지 않는 냉혹한 성격이며 인간을 실험재료로밖에 여기지 않는다. 실험을 계속하기 위해 자금 조달 용으로 변태 살인마에게 마약을 넘겨주지만 그것도 보다 큰일을 위한 희생이라는 궤변을 늘어놓는다.
꿈의 악마 녹턴의 계약자. 녹턴과 사이가 좋았는지 녹턴의 과거회상씬에서 투닥거리는 모습을 보여준다.
결국, 연구소를 습격한 백모래에 의해 잔혹하게 살해당한다.
트래시레드럼의 연구소에 있던 실험체
레드럼의 할아버지가 백모래를 이용해 연구하던 불로불사의 실험을 위해 공수한 모르모트.
본래는 하늘색 머리칼에 푸른 눈동자였으나, 불로불사 실험으로 인해 백모래의 세포를 어중간하게 이식받아 백모래처럼 모발은 백발에 눈동자는 푸른색과 오렌지색이 섞인 듯한 색으로 변했다.
원조 백모래의 정화 능력을 그대로 이어받았으나 실험 도중 연구소 피험체들과 연구진들을 전부 죽이고 탈출한 백모래로 인해 연구가 중단되어 어중간하게 이어받았기에 결국 면역력을 키운다는 목적으로 베놈의 피를 계속 주사 받으면서 고통의 시간을 보내고 있었다. 원래의 백모래의 정화의 힘이라면 베놈을 순식간에 정화시켜 죽일 수 있으나 어중간하게 복제되었기 때문에 둘이 접촉하면 접촉한 부위부터 흐물흐물 녹아버리고 만다.
서로 유리박스에 갇혀 있어 얼굴만 보고 그 외엔 아무것도 몰랐으나 첫눈에 반해 남몰래 사랑을 키워왔다. 결국 백모래의 연구 습격 때 둘이 탈출하지만 사랑하는 베놈과 죽는다.
- 프로필
  - 키: 170 cm
  - 혈액형: O형
  - 생일: 12월 1일

베놈레드럼의 연구소에 있던 실험체.
산업폐기물 덩어리가 인성을 지니게 되었을 때 탄생하게 되었으며 맹독 신체로 인해 사회구성원으로 받아들여지지 않으려는 찰나에 레드럼의 실험 모르모트로 팔려와 연구소에서 지내게 되었다.
폐기물이여서 모든걸 오염시킬 수 있고 유리도 녹일 수 있다. 단 백신, 소독약등에는 약하며 특히 정화가 특기인 백모래에게 매우 취약하다.
처음부터 연구소에 올때부터 트래시를 보고 첫눈에 반해 트래시를 사랑하고 있었다고 한다.
백모래가 연구소를 습격할 때 탈출하지만 결국 트래시와 함께 죽음을 택한다.
- 프로필
  - 키: 179 cm
  - 혈액형: ( X )

==
소금보라파란 피부와 머리에 뿔이 달려있어 옛날엔 악마로 많이 오해 받았다고 한다.
고향은 바닷속, 현재 살고 있는 곳은 영정이 준 보금자리로 이 종족들이 모두 살고 있다.
검은 후드티를 입고 있는데 이 후드티가 초능력의 안정도에 따라 모양과 모습이 자유자재로 바뀐다.
인간을 싫어한다. 무서워한다고 할 수도 있다.
위험하고도 사람이 많이 죽을 수 있는 일을 나가에게 시키려한다.
초능력을 쓸 수 있으나 종특 같은 건 아니다.
특기자를 죽인 뒤 그 특기자의 기를 자신들의 눈물로 굳혀서 완벽이라는 보석을 만드는데, 완벽을 지니면 그 안에 든 핵의 원주인의 특기를 사용할 수 있다.
영정에게 준 것도 같은 것, 나가에게도 완벽을 주었지만 나가의 것은 스푼에 기증되었다
물보라와 남매이다.
이호에게 완벽을 줘서 이호를 힐러로 빼돌리려고 했으나 귀능에게 걸려 실패하였다.
이호와 전투중 얼음과 불의 능력, 기체화를 다뤘지만 얼음과 불의 능력을 쓸 때 기체화를 쓸 수 없어 그 틈에 귀능이 소금보라를 처리했다. (하지만 귀능은 소금보라를 봐줬다. 왜냐하면 '나아지지 않는 상처는 지긋지긋하기 때문'이라고 한다.)
스푼에서 탈출한 직후 나이프에게 걸려서 완벽을 빼앗겼다.
- 기타
  - 종족: 유각인이라고 불린다. (산호의 일종)
  - 종특: 이 종족의 눈물은 진주의 수백배 가치가 있는 보석이 된다. 이 보석이 체액과 섞이면 아름다운 색으로 굳는데, 그 때문에 이를 얻기 위해 인간에게 많은 해를 입었다고 한다. 그 때문에 인간을 증오한다고 한다. 쌍둥이들과 달리 몸이 다시 회복되는 능력은 없다. 오히려 상처가 생기면 힐러가 치료해 주기 전에는 치료되지 않고 상처가 몇백년동안 남아있을수도 있다. 힐러에게 치료받으면 나을 수 있지만 힐링은 힐러 자신의 생명력을 주는 거라 오래된 상처는 일반적인 힐러가 치료할 수 없다. 그래서 옛날부터 힐링에 제한이 없는 일호, 이호와 그 친척들에게 치료를 받아왔던 것으로 보인다.

물보라머리에 뿔이 달려있다. 다른 종족과는 달리 하나 뿐이지만. 인간들에 의해 잘렸다.
소심한것 같지만 할말은 하는 성격
현재 나가에게 염력을 다루는걸 알려주고 있다.
영정에게 염력 컨트롤을 배워서 염력을 능숙하게 다루고 있다.
나가에게 모세의 기적을 실현 시켰다.
나가에게 본인들이 살고 있는 땅을 육지로 가라앉혀 주기를 부탁하였다.
소금보라와 남매이다.
나가는 물보라를 '쌤'이라고 부른다.
- 기타
  - 종족: 불로불사, 라고만 알려졌다. 현재 무슨 종족인지 확인 불가능. 사냥꾼들은 유각인이라고 칭함.
  - 종특: 이 종족의 눈물은 진주의 수백배 가치가 있는 보석이 된다. 이 보석이 체액과 섞이면 아름다운 색으로 굳는데, 그 때문에 이를 얻기 위해 인간에게 많은 해를 입었다고 한다. 그 때문에 인간을 증오한다고 한다. 특히 물보라는 어릴 때부터 친하게 지내던 인간에게 뒷통수를 맞아 더욱 더 무서워하고 있다. 이 때 눈과 뿔이 잘렸을 거라 추정중. 쌍둥이들과 달리 몸이 다시 회복되는 능력은 없다. 오히려 상처가 생기면 힐러가 치료해 주기 전에는 치료되지 않고 상처가 몇백년동안 남아있을수도 있다. 힐러에게 치료받으면 나을 수 있지만 힐링은 힐러 자신의 생명력을 주는 거라 오래된 상처는 일반적인 힐러가 치료할 수 없다. 그래서 옛날부터 힐링에 제한이 없는 일호, 이호와 그 친척들에게 치료를 받아왔던 것으로 보인다.

==
사하라나가의 친구로 카멜레온 혼혈이다. 카멜레온 혼혈답게 주위와 동화되는데 의견이 2가지로 나뉜다. 카멜레온답게 주위와 동화되는 능력을 지니나 옷이나 소지품은 그렇지 못하다와 옷과 소지품까지 투명해 질 수 있다.(16화에서 실제로 몸은 투명해졌지만 옷은 그대로였다. 근데 마지막 컷에서는 또 옷도 사라지는 모습을 보여줬다.) 뭐가 맞는지는 모르나 일단은 옷과 소지품은 투명해지지 못한다는 의견이 지배적이다. 그렇기에 투명해지면 옷을 벗는다... 특기는 숨바꼭질 및 스트립(?) 아무도 보지 못하나 투시 능력이 있는 나가는 실루엣을 볼 수 있는데 솔직히 더럽다는 감상평...(단행본 2권 네컷 만화에 보면 '카멜레온 인간 사하라. 투명화가 가능하다. 하지만 옷은 그대로다. 그래서 몸을 감출땐 늘 옷을 벗어던지는 추태를 보인다. 반 여자애들은 대부분 사하라의 팬티 색깔을 알 수 있다' 고 나와있다)
오터나가의 친구로 수달혼혈이고 여자친구가 있다. 의외로 인기남이다. 탄산 마시면 취하는 듯.
비키스푼의 의뢰인으로 피규어 혼혈, 나가랑 같은 고등학교에 다닌다. 귀가 4개여서 청력이 4배로 좋지만 소음도 4배로 들린다고 한다. 엄마덕에 그 누구보다 침착하고 각종 비상상황에 대한 지식도 풍부하나 엄마의 덜렁이기질 때문에 걱정되어 밤에 제대로 잠도 못자서 스푼에 독립시켜달라고 의뢰한 뒤 옆옆집으로 독립하였다.
리카여동생 고양이귀 천사 캐릭터 피규어 영물, 영원한 16살, 아버지는 만화 원작자(부인 없음)으로 되어있다. 설거지하다 익사할 정도로 덜렁이이다. 귀가 4개여서 청력이 4배로 좋지만 소음도 4배로 들린다고 한다.
청와오수네 집안의 시종. 개구리 영물로, 나이가 많을 것으로 추정.
- 프로필
  - 키: 168 cm
  - 혈액형: A형
  - 생일: 불명
  - 능력치: 잔소리 - 최상 / 충성심 - 상 / 가창력 - 상 / 자신감 - 최하 / 눈치 - 하

사사의 아버지엄청난 동안에 미인으로 묘사된다. 그러나 말투나 행동은 천상아저씨(...).
신호등 괴인베도 시절에 가짜 나이프의 일원이었으나 신호등 알바로 취직하게 된 후로 가짜 나이프에서 나오게 된다. 그 자리를 대신 그레고르가 가짜 나이프에 채용이 되는 전개인데, 정식 웹툰에서 이 부분이 삭제된 것으로 보아 아마 정식 웹툰에서 다시 등장을 할지는 미지수이다.
미나지네 혼혈인듯, 초등학생, 상체는 굉장히 귀여운 외모의 소녀이나 하체는 지네. 리를 좋아한다. 사사를 보고도 그다지 잘생겼다고 안느끼나봄(...) 울면 벌레가 모이는 특기를 가지고 있다.
리다나, 오르카 다음으로 성별을 추측하기 어렵게 만들었던 등장인물이다. 대학생, 심성이 굉장히 착한 듯, 나가가 말하길 손해보고 살 타입. 남성이다.
스완스푼 의뢰자 중 한 명으로, 백조 혼혈, 천사를 닮은 외모로 많은 곤란을 겪었다고 한다. 현재는 도시에서 대학을 다니는 자취생
데네브데일과 계약한 스완의 여동생으로 시골마을에서 자신을 천사라 속이며 사기를 치다 솔로몬에게 된통 당한다.
연구소장(레드럼의 할아버지)이름은 언급되지는 않았지만, 연구소를 운영하던 불로불사 프로젝트의 진행자. 백모래의 특기와 심성을 악용해 불로불사 연구에 사용하려 했지만, 오히려 백모래가 돌변하자 행방이 묘연해진 캐릭터, 팬들 사이에서 가장 욕을 많이 먹고 있다.(그러나 젊은시절 얼굴이 공개된 이후 일축됨.) 후에 랩터한테 칼빵맞는다.
과거 젊은시절, 불사신인 일호와 이호, 은비단의 동족(혹은 가족)을 연구하기 위해 그들이 실험자로 있는 인체실험에 동참했다. 그는 그곳에서 나태해진 사람들과는 달리 돈을 모으면서 그들을 연구했고, 별 진척은 없었으나 때가 됐다고 생각하자 짐싸고 연구소로 간다. 이때 이호를 데리고 간것(아마 불사를 연구하는데 보탬이 되기 위해서)으로 보인다. 젊은 시절부터 불사를 염원했던 것으로 보인다.
귀능의 아버지판다 영물. 중국 무술인 풍의 옷을 입은 다부진 얼굴의 남자로 어린 아들과 숲 속에서 생활했다. 그러나 작중 79화에서 영물·혼혈 납치단에게 표적이 되었는데, 그로 인해 사망했을 것이라고 추측된다.
로지
사사의 회상에서 등장한 사사의 직장 선배 중 한 명으로 젤리나와는 연인 사이다.
평범한 인간이고 특기도 없지만, 입사한 지 얼마 안 돼서 부서장과 단둘이서 펫숍 시찰 임무를 수행하기도 하는 등 상당히 능력을 인정받았던 듯하다.
비웃는듯한 여우눈이 특징으로 웃음이 많은 밝고 유쾌한 성격. 귀능의 비밀이 드러나지 않도록 도와주는 등 사려깊은 면모도 보인다.
베스트도전 시절에는 과거 나이프에 얽힌 불미스러운 사건으로 냅킨(스푼의 전신)에 큰 혼란이 오자 죄책감에 자살한 직원으로 나온다.
여담으로 로지의 헤어스타일이 현재의 사사와 비슷하다는 것을 알 수 있는데, 이는 선배인 그의 대한 추모 또는 존경의 표시로 보인다.
- 프로필
  - 생일: 6월 9일
  - 혈액형: O형
  - 키: 179 cm

젤리나사사의 선배 중 한명으로 해파리 혼혈. 긴 분홍색 머리카락에 순한 인상을 가진 인물로 하늘하늘하고 레이스가 많은 드레스를 즐겨 입는다. 특기는 맹독 촉수. 로지와는 연인 사이였다.
- 프로필
  - 키: 158 cm
  - 생일: 9월 17일
  - 혈액형: AB형

상제사사의 선배 중 한명으로 사슴 혼혈이고 특기는 독심술. 간간이 배경에 등장하며 현재 시점에서도 현역으로 추정된다. 로지가 선배라고 하는 걸 보면 팀에서 가장 서열이 높은 듯
- 프로필
  - 생일: 10월 25일

### 캐릭터 생일정리
- 나가 7.7
- 다나 1.3
- 귀능 8.9
- 혜나 11.23
- 사사 10.10
- 헤이즈 7.18
- 스텔 5.4
- 랩터 11.22
- 듄 9.20
- 아모르 3.20
- 백모래 9.1
- 메두사 6.1
- 오르카 12.6
- 송하 8.4
- 세월 1.8
- 레이디 8.22
- 오수 5.11
- 젤리나 9.17
- 로지 6.9
- 상제 10.25
- 트레시 12.1
- 솔로몬 12.25
- 유다 3.1
- 영정 8.8
- 언럭키 5.5
- 윤 12.26

## 작품 리스트

### 웹툰 단행본
- 이런 영웅은 싫어: 도서출판 길찾기 출판사

| 년도   | 발행일    | 권수 | 화수                                        | 캐릭터 카드부록 테마                                           |
| ------ | --------- | ---- | ------------------------------------------- | -------------------------------------------------------------- |
| 2012년 | 6월 20일  | 1권  | Prologue ~ 10화 + Special★네컷 만화         | 정찬 - (다나, 나가, 귀능, 백모래, 오르카, 오수)                |
| 〃     | 8월 30일  | 2권  | 11화 ~ 21화 + Special★네컷 만화             | 요리 - (혜나, 솔로몬, 사사, 트래시, 베놈, 이호)                |
| 〃     | 12월 20일 | 3권  | 22화 ~ 32화 + Special★네컷 만화             | 의상 바꾸기 - (다나, 나가, 듄, 백모래, 귀능, 사사)             |
| 2013년 | 2월 27일  | 4권  | 33화 ~ 43화 + Special★네컷 만화             | 학창시절 - (다나, 사사, 듄, 백모래, 나가, 메두사)              |
| 〃     | 5월 15일  | 5권  | 44화 ~ 53화 + Special★네컷 만화             | 잠옷 - (랩터, 헤이즈, 스텔, 오수, 이호, 일호)                  |
| 〃     | 8월 10일  | 6권  | 54화 ~ 64화 + Special★네컷 만화             | 비치웨어 - (다나, 나가, 혜나, 송하, 청와, 오르카)              |
| 〃     | 10월 31일 | 7권  | 65화 ~ 74화 + Special★네컷 만화             | 할로윈 - (듄, 백모래, 아모르, 사사, 귀능, 메두사)              |
| 2014년 | 2월 28일  | 8권  | 75화 ~ 85화 + Special★네컷 만화             | 화이트데이 - (오르카, 랩터, 다나, 나가, 혜나, 솔로몬)          |
| 〃     | 7월 16일  | 9권  | 86화 ~ 96화 + Special★네컷 만화             | 검은 옷 - (로지, 젤리나, 상제, 세월, 레이디, 사사)             |
| 〃     | 12월 24일 | 10권 | 97화 ~ 107화 + Special★작가후기 + 네컷 만화 | 성반전 - (나가, 듄, 헤이즈, 이호, 일호, 메두사)                |
| 2015년 | 4월 29일  | 11권 | 108화 ~ 118화 + Special★네컷 만화           | 정장과 드레스 - (다나, 혜나, 레이디, 오수, 백모래, 송하)       |
| 〃     | 9월 2일   | 12권 | 119화 ~ 129화 + Special★네컷 만화           | 직업 - (나가, 사사, 은비단, 유다, 귀능, 세월)                  |
| 2016년 | 2월 3일   | 13권 | 130화 ~ 140화 + Special★네컷 만화           | 크리스마스 - (다나, 듄, 오르카, 랩터, 아모르, 물보라&소금보라) |
| 〃     | 5월 30일  | 14권 | 141화 ~ 151화 + Special★네컷 만화           | 꽃 - (귀능, 나가, 영정, 송하, 레이디, 백모래)                  |
| 〃     | 9월 7일   | 15권 | 152화 ~ 162화 + Special★네컷 만화           | 꽃 - (다나, 헤이즈, 일호, 이호, 사사, 듄)                      |
| 2017년 | 3월 30일  | 16권 | 163화 ~1 72화 + Special★네컷 만화           | 카페 - (세월, 오르카, 송하, 나가, 혜나, 마왕)                  |
| 〃     | 8월 30일  | 17권 | 173화 ~ 183화 + Special★네컷 만화           | 수중촬영 - (백모래, 랩터, 스텔, 영정, 귀능, 다나)              |
| 〃     | 11월 29일 | 18권 | 184화 ~ 192화 + Special★네컷 만화           | 가을 - (나가, 오수, 헤이즈, 사사, 메두사, 오르카)              |
| 2018년 | 1월 19일  | 19권 | 193화 ~ 204화 + Special★네컷 만화           | 성전환 - (다나, 언럭키, 영정, 레이디, 은비단, 백모래)          |
| 〃     | 4월 20일  | 20권 | 205화 ~ 216화 + Special★네컷 만화           | 꽃놀이 - (나가, 사사, 혜나, 유다, 귀능, 세월)                  |
| 〃     | 7월 13일  | 21권 | 217화 ~ 228화 + Special★네컷 만화           | 독서 - (다나, 레이디, 랩터, 헤이즈, 마고, 오르카)              |
| 〃     | 11월 13일 | 22권 | 229화 ~ 239화 + Special★네컷 만화           | 어린이날 - (나가, 귀능, 듄, 오수, 스텔, 메두사)                |
| 2019년 | 2월 28일  | 23권 | 240화 ~ 251화 + Special★네컷 만화           | 눈 - (다나, 사사, 이호, 일호, 윤, 혜나)                        |
| 〃     | 11월 13일 | 24권 | 252화 ~ 263화 + Special★네컷 만화           | 봉제인형 - (나가, 오터, 사하라, 랩터, 백모래, 염호)            |
| 2020년 | 4월 28일  | 25권 | 264화 ~ 275화 + Special★네컷 만화           | 동양풍 - (다나, 귀능, 헤이즈, 언럭키, 오르카, 메두사)          |

### 웹툰 공식 굿즈
- 웹툰샵
- 아이돌 캐릭터 샵 보관됨 2014-05-02 - 웨이백 머신